# Nekrolog 2. Quartal 1945
Nekrolog
◄◄
| ◄
| 1941
| 1942
| 1943
| 1944
| 1945 | 1946 | 1947 | 1948 | 1949 | ► | ►►
1. Quartal |
2. Quartal |
3. Quartal |
4. Quartal 1945
Weitere Ereignisse | Allgemeiner Nekrolog 1945
Die Beschreibung der verstorbenen Person sollte so kurz wie möglich gehalten sein und nur deren signifikante Tätigkeit(en) enthalten.
Neue Namen ggf. auch unter dem Geburts- und Sterbedatum, also etwa unter 1. Januar und im Geburts- und Sterbejahr (2024) eintragen (nur bei entsprechender großer Wichtigkeit). Für Beispiele siehe die schon vorhandenen Artikel.
Außerdem über die fünf zuletzt Verstorbenen, zu denen es einen ausreichend guten Artikel für eine Präsentation auf der Hauptseite gibt, nach der todesbedingten Überarbeitung der Artikel ggf. auch unter Wikipedia Diskussion:Hauptseite informieren und sie am besten auch in den anderen Wikipedia-Sprachversionen eintragen. Tipp: Regelmäßig bei news.google.de nach „ist tot“, „gestorben“ oder „verstorben“ suchen.
Wenn eine Person gestorben ist, gibt es viele Seiten zu dieser Person in der Wikipedia, die davon auch betroffen sind und entsprechend aktualisiert werden müssen. Beispiele: Namenübersichtsseite, Geburtsjahr, Geburtsort-Seiten und viele mehr.
Wie finde ich die betroffenen Seiten?
Im Suchfeld auf der linken Seite gibt man den Suchbegriff so ein: „Vorname Nachname“. Dann klickt man auf Volltext und alle Seiten mit entsprechendem Suchtext werden aufgerufen. Hier sieht man dann schnell, wo auch das Todesjahr Sinn macht oder sogar ein Teil des Artikels angepasst werden muss. Auch hilft das „Werkzeug“ auf der linken Seite sehr gut, um solche Seiten aufzufinden: „Links auf diese Seite“. Somit ist die Wikipedia wieder aktuell in allen Bereichen! Hinweis: bei Eintragung der Kategorie „Gestorben JAHR“ wird der Missbrauchsfilter 49 ausgelöst, was jedoch nicht schlimm ist. Siehe: Spezial:Missbrauchsfilter/49
Dies ist eine Liste von im zweiten Quartal 1945 verstorbenen bekannten Persönlichkeiten. Die Einträge erfolgen innerhalb der einzelnen Daten alphabetisch sortiert. Tiere sind im Nekrolog für Tiere zu finden.

## April
| Tag       | Name                                          | Beruf, bekannt als | Alter | Beleg |
| --------- | --------------------------------------------- | --- | ----- | ----- |
| 1. April  | Buntaro Adachi                                | japanischer Arzt, Anatom und Anthropologe                                                                                          | 79    |       |
| 1. April  | May Beatty                                    | neuseeländische Sängerin und Schauspielerin                                                                                        | 64    |       |
| 1. April  | Isaac Wolf Bernheim                           | US-amerikanischer Unternehmer | 96    |       |
| 1. April  | Jakob Buchli                                  | Schweizer Ingenieur im Bereich des Lokomotivbaus                                                                                   | 69    |       |
| 1. April  | Heinrich Crodel                               | deutscher Sozialwissenschaftler | 52    |       |
| 1. April  | Đuro Đukanović                                | jugoslawischer Radrennfahrer | 44    |       |
| 1. April  | Ernst Gallin                                  | deutscher evangelischer Pfarrer, Mitglied der Bekennenden Kirche (BK) und Häftling im KZ Dachau                                    | 44    |       |
| 1. April  | Giuseppe Girotti                              | italienischer Pfarrer und Gerechter unter den Völkern                                                                              | 39    |       |
| 1. April  | Adolf Lex                                     | deutscher Kommunalpolitiker | 83    |       |
| 1. April  | Rudolf Lippert                                | deutscher Vielseitigkeitsreiter | 44    |       |
| 1. April  | Curt Loeffelholz von Colberg                  | deutscher Politiker (NSDAP), MdR                                                                                                   | 70    |       |
| 1. April  | Karl Macchio                                  | österreichisch-ungarischer Diplomat                                                                                                | 86    |       |
| 1. April  | Enrique Cornelio Osornio Martínez de los Ríos | mexikanischer Militärarzt und Politiker                                                                                            | 76    |       |
| 1. April  | Georg Schultz                                 | deutscher Politiker (DNVP), MdR | 84    |       |
| 1. April  | Karel Švenk                                   | tschechischer Bühnenkomiker und Kabarettist                                                                                        | 28    |       |
| 1. April  | Otto Wamboldt                                 | deutscher Politiker (NSDAP), Oberbürgermeister Darmstadts                                                                          | 60    |       |
| 2. April  | Vilmos Apor                                   | Bischof der Diözese Győr und Seliger der katholischen Kirche                                                                       | 53    |       |
| 2. April  | Johannes Bachmann                             | deutscher Marineoffizier, Admiral im Zweiten Weltkrieg und Landrat des Kreises Warburg                                             | 55    |       |
| 2. April  | Ludwig Bittner                                | österreichischer Archivar und Historiker                                                                                           | 68    |       |
| 2. April  | Carl Brand                                    | deutscher Allgemeinmediziner und NS-Opfer                                                                                          | 51    |       |
| 2. April  | Rudolf Maria Breithaupt                       | deutscher Komponist und Musikpädagoge (Klavier)                                                                                    | 71    |       |
| 2. April  | Antoine Charmet                               | katholischer französischer Geistlicher                                                                                             | 32    |       |
| 2. April  | Leon Feldhendler                              | polnischer Organisator der Revolte im Vernichtungslager Sobibor                                                                    |       |       |
| 2. April  | Fredrik Kolstø                                | norwegischer Kunstmaler | 85    |       |
| 2. April  | Chris Lebeau                                  | niederländischer Künstler und Anarchist                                                                                            | 66    |       |
| 2. April  | Ernst Leichtenstern                           | deutscher Oberbürgermeister, NS-Propaganda- und Filmfunktionär zur Zeit des Nationalsozialismus                                    | 49    |       |
| 2. April  | Antonie Maurer                                | deutsche Kommunistin | 49    |       |
| 2. April  | Ōta Hisa                                      | japanische Tänzerin und Schauspielerin                                                                                             | 76    |       |
| 2. April  | Alberich Rabensteiner                         | Zisterzienser und Prior | 70    |       |
| 2. April  | Heinrich Rohland                              | deutscher Konsul | 68    |       |
| 2. April  | Hans Roselieb                                 | deutscher Schriftsteller | 60    |       |
| 2. April  | Ernst Rötteken                                | deutscher Künstler, Landschaftsmaler und Grafiker                                                                                  | 63    |       |
| 2. April  | Heini Schaumann                               | deutscher Skisportler und Unteroffizier                                                                                            | 29    |       |
| 2. April  | Otto Sturmfels                                | deutscher Politiker (SPD); Landtagsabgeordneter Volksstaat Hessen                                                                  | 64    |       |
| 3. April  | Hermann Bitter                                | Bürgermeister von Brackwede | 51    |       |
| 3. April  | Oskar Brand                                   | deutscher Jurist und Brauereiunternehmer                                                                                           | 78    |       |
| 3. April  | Karl Brückner                                 | deutscher Politiker (NSDAP), MdR                                                                                                   | 40    |       |
| 3. April  | Hellmuth Gommlich                             | deutscher SS-Sturmbannführer und Landrat in Meiningen                                                                              | 53    |       |
| 3. April  | Johann Luef                                   | österreichischer Fußballspieler | 39    |       |
| 3. April  | Hermann Luppe                                 | deutscher Bürgermeister | 70    |       |
| 3. April  | Walter Manning                                | US-amerikanischer Jagdflieger der Tuskegee Airmen                                                                                  | 24    |       |
| 3. April  | Arthur Johannes Scholz                        | österreichischer Dirigent | 61    |       |
| 3. April  | August Schwemann                              | deutscher Bergbaukundler und Rektor der RWTH Aachen                                                                                | 82    |       |
| 3. April  | Paul Wegmann                                  | deutscher Politiker (SPD, USPD, KPD, VKPD, SAPD), MdR, Gewerkschafter, Widerstandskämpfer                                          | 55    |       |
| 4. April  | Karl Astel                                    | deutscher „Rassenforscher“ und nationalsozialistischer Rassenhygieniker                                                            | 47    |       |
| 4. April  | Paul Bader                                    | deutscher Politiker (SPD), MdR | 80    |       |
| 4. April  | Christian Beham                               | deutscher Arbeiterfunktionär und Widerstandskämpfer gegen den Nationalsozialismus                                                  | 39    |       |
| 4. April  | Egon Berliner                                 | österreichischer Offizier beim britischen Geheimdienst und Widerstandskämpfer                                                      | 21    |       |
| 4. April  | Jean Burger                                   | französischer Kommunist und Widerstandskämpfer                                                                                     | 38    |       |
| 4. April  | Heinrich Ehrler                               | deutscher Luftwaffenoffizier und Jagdflieger im Zweiten Weltkrieg                                                                  | 27    |       |
| 4. April  | Nicolai von Essen                             | deutsch-baltischer Offizier (Russland) und Genealoge                                                                               | 59    |       |
| 4. April  | Wil Howard                                    | deutscher Maler, Grafiker, Illustrator, Bildhauer, Kunstgewerbler                                                                  | 66    |       |
| 4. April  | Eugen Kaiser                                  | deutscher Politiker (SPD), MdR, Landrat                                                                                            | 65    |       |
| 4. April  | Christian Kappus                              | deutscher Heimatforscher | 62    |       |
| 4. April  | Josef Anton King                              | österreichischer Widerstandskämpfer in der Zeit des Nationalsozialismus                                                            | 23    |       |
| 4. April  | Heinrich Koch                                 | deutscher Architekt und sächsischer Baubeamter                                                                                     | 71    |       |
| 4. April  | Alessandro Lisini                             | italienischer Historiker, Politiker, Numismatiker und Archivar                                                                     | 94    |       |
| 4. April  | Roy Nielsen                                   | norwegischer Widerstandskämpfer | 29    |       |
| 4. April  | Heinrich Reimitz                              | österreichischer Sportfunktionär und Politiker                                                                                     | 41    |       |
| 4. April  | Heinrich Richter                              | deutscher Priester und Widerstandskämpfer gegen den Nationalsozialismus                                                            | 46    |       |
| 4. April  | Anton Schott                                  | österreichischer Schriftsteller | 79    |       |
| 4. April  | Yngve Stiernspetz                             | schwedischer Turner | 57    |       |
| 4. April  | Ludwig Szymczak                               | kommunistischer Arbeiter im Ruhrgebiet und Wirtschaftsemigrant in der Sowjetunion                                                  | 42    |       |
| 5. April  | Friedrich-Wilhelm Ande                        | deutscher Gymnasiallehrer und Heimatforscher                                                                                       | 59    |       |
| 5. April  | Heinrich Borgmann                             | deutscher Offizier, zuletzt Oberst im Generalstab, Adjutant von Adolf Hitler                                                       | 32    |       |
| 5. April  | Josef von Gadolla                             | österreichisch-deutscher Offizier                                                                                                  | 48    |       |
| 5. April  | Wilhelm Gräfer                                | Bürgermeister von Lemgo (1924–1945)                                                                                                | 59    |       |
| 5. April  | Maria Gress                                   | deutsche Pädagogin und Widerstandskämpferin gegen den Nationalsozialismus                                                          | 48    |       |
| 5. April  | Guido Heym                                    | deutscher Politiker (SPD, USPD, VKPD), MdR und Journalist                                                                          | 62    |       |
| 5. April  | Hans Kalb                                     | deutscher Fußballspieler |       |       |
| 5. April  | Karl Otto Koch                                | deutscher SS-Standartenführer und Lagerkommandant des KZ Buchenwald                                                                | 47    |       |
| 5. April  | Heinrich Krippel                              | österreichischer Bildhauer | 61    |       |
| 5. April  | Vineta Mayer                                  | österreichische Bergsteigerin | 79    |       |
| 5. April  | Otto Sigfrid Reuter                           | deutscher Begründer einer deutschvölkischen Religionsgemeinschaft                                                                  | 68    |       |
| 5. April  | Fritz Schertel                                | deutscher Cellovirtuose | 55    |       |
| 6. April  | Adolf Ballmann                                | deutscher Politiker (KPD) und Landtagsabgeordneter                                                                                 | 62    |       |
| 6. April  | Alfred Bartolitius                            | deutscher Tenor | 40    |       |
| 6. April  | Heinrich Bulle                                | deutscher Klassischer Archäologe                                                                                                   | 77    |       |
| 6. April  | Walter Döhle                                  | deutscher Diplomat | 61    |       |
| 6. April  | Johann Geusendam                              | politisch aktiver Arbeiter und Auslöser einer Bremer Debatte über Ausländerpolitik                                                 | 59    |       |
| 6. April  | Eduard Haiberger                              | österreichischer römisch-katholischer Geistlicher, Zisterzienser und Gegner des Nationalsozialismus                                | 57    |       |
| 6. April  | Heinrich Justi                                | deutscher Landwirt, Gutsbesitzer und Politiker (DNVP, CNBL), MdL                                                                   | 69    |       |
| 6. April  | Arthur Klaproth                               | deutscher Schauspieler und Regisseur                                                                                               | 49    |       |
| 6. April  | Kim Malthe-Bruun                              | dänischer Schiffsjunge, Leichtmatrose und Widerstandskämpfer                                                                       | 21    |       |
| 6. April  | Georg Müller                                  | deutscher Richter | 76    |       |
| 6. April  | Giuliano Nicolini                             | italienischer Vinologe und Offizier                                                                                                | 32    |       |
| 6. April  | Ben Telders                                   | niederländischer Jurist und Politiker                                                                                              | 42    |       |
| 7. April  | Aruga Kōsaku                                  | Befehlshaber der Flotte Japans im Zweiten Weltkrieg                                                                                | 47    |       |
| 7. April  | Elizabeth Asquith                             | britische Schriftstellerin und durch Heirat Prinzessin Bibesco de Brancovan                                                        | 48    |       |
| 7. April  | Otto von Dorrien                              | deutscher Theologe, Mitglied der Bekennenden Kirche                                                                                | 55    |       |
| 7. April  | Heinrich Heilinger                            | österreichischer Schauspieler bei Bühne und Film                                                                                   | 46    |       |
| 7. April  | Karl Hummel                                   | deutscher Geologe und Paläontologe                                                                                                 | 55    |       |
| 7. April  | Itō Seiichi                                   | Befehlshaber der japanischen Flotte im Zweiten Weltkrieg                                                                           | 54    |       |
| 7. April  | Gerald Merlin                                 | britischer Sportschütze | 60    |       |
| 7. April  | Felix von Papen                               | deutscher Monarchist | 34    |       |
| 7. April  | Walter Schmid-Sachsenstamm                    | österreichischer Psychiater und Beteiligter an Krankenmorden zur NS-Zeit                                                           | 53    |       |
| 7. April  | Heinrich Titze                                | deutscher Jurist | 72    |       |
| 8. April  | Julius Adler                                  | deutscher Politiker (KPD), MdR | 51    |       |
| 8. April  | Anton Arnold                                  | württembergischer Politiker | 72    |       |
| 8. April  | Roland Betsch                                 | deutscher Dichter und Schriftsteller                                                                                               | 56    |       |
| 8. April  | Karl Biedermann                               | österreichischer Widerstandskämpfer, Heimwehrkommandant                                                                            | 54    |       |
| 8. April  | Jonas zu Eulenburg                            | deutscher Offizier | 43    |       |
| 8. April  | Leon Fraser                                   | US-amerikanischer Manager | 55    |       |
| 8. April  | Konrad Fuß                                    | deutscher Bürgermeister, der eine Kleinstadt vor der militärischen Einnahme retten wollte                                          | 51    |       |
| 8. April  | Wilhelm Giese                                 | deutscher Maler, Zeichner und Radierer                                                                                             | 61    |       |
| 8. April  | Gaston Hauchecorne                            | französischer Bildhauer | 64    |       |
| 8. April  | Paul Heigl                                    | österreichischer Bibliothekar | 57    |       |
| 8. April  | Alfred Huth                                   | österreichischer Offizier und Widerstandskämpfer                                                                                   | 26    |       |
| 8. April  | Wilhelm Leopold Janssen                       | preußischer Verwaltungsbeamter und Landrat                                                                                         | 53    |       |
| 8. April  | Karl Löwrick                                  | deutscher Offizier, zuletzt Generalleutnant im Zweiten Weltkrieg                                                                   | 50    |       |
| 8. April  | Richard Möbius                                | deutscher Architekt und Baubeamter                                                                                                 | 85    |       |
| 8. April  | Rudolf Raschke                                | österreichischer Offizier und Widerstandskämpfer                                                                                   | 21    |       |
| 8. April  | Leopold Reichwein                             | deutscher Dirigent und Komponist                                                                                                   | 66    |       |
| 8. April  | Heinrich Reifferscheid                        | deutscher Maler und Radierer | 73    |       |
| 8. April  | Ernst Scheurlen                               | deutscher Marineoffizier, zuletzt Konteradmiral im Zweiten Weltkrieg                                                               | 50    |       |
| 8. April  | Melitta Schenk Gräfin von Stauffenberg        | deutsche Flugpionierin im Zweiten Weltkrieg                                                                                        | 42    |       |
| 8. April  | Lizzi Waldmüller                              | österreichische Filmschauspielerin und Sängerin                                                                                    | 40    |       |
| 8. April  | Josef Weinheber                               | österreichischer Lyriker, Erzähler und Essayist                                                                                    | 53    |       |
| 8. April  | Theodor Wintermantel                          | deutscher Jurist und Politiker | 66    |       |
| 9. April  | Otto Antonius                                 | österreichischer Zoologe und Paläontologe                                                                                          | 59    |       |
| 9. April  | Dietrich Bonhoeffer                           | deutscher evangelisch-lutherischer Theologe                                                                                        | 39    |       |
| 9. April  | Wilhelm Canaris                               | deutscher Admiral und Abwehrchef                                                                                                   | 58    |       |
| 9. April  | Charles Delestraint                           | französischer General und Mitglied der Résistance                                                                                  | 66    |       |
| 9. April  | Hans von Dohnanyi                             | deutscher Jurist und Widerstandskämpfer                                                                                            | 43    |       |
| 9. April  | Georg Elser                                   | deutscher Widerstandskämpfer und Hitler-Attentäter                                                                                 | 42    |       |
| 9. April  | Dora Emdin                                    | englische Tischtennisspielerin | 32    |       |
| 9. April  | Erich Fuchs                                   | deutscher Politiker (NSDAP), MdR                                                                                                   | 50    |       |
| 9. April  | Ludwig Gehre                                  | deutscher Offizier und Widerstandskämpfer                                                                                          | 49    |       |
| 9. April  | Ferdinand Großherr                            | deutscher Politiker (NSDAP), MdR                                                                                                   | 46    |       |
| 9. April  | Theodor Haecker                               | Schriftsteller, Kulturkritiker, Übersetzer                                                                                         | 65    |       |
| 9. April  | Ewald von Kleist-Schmenzin                    | deutscher Politiker und Mitglied des Widerstands gegen Hitler                                                                      | 55    |       |
| 9. April  | Erich August Mayer                            | österreichischer Schriftsteller | 50    |       |
| 9. April  | Franz Merk                                    | deutscher Politiker (NSDAP), MdR                                                                                                   | 50    |       |
| 9. April  | Ida Orloff                                    | Schauspielerin und Geliebte des Schriftstellers Gerhart Hauptmann                                                                  | 56    |       |
| 9. April  | Hans Oster                                    | deutscher General und Widerstandskämpfer                                                                                           | 57    |       |
| 9. April  | Auguste van Pels                              | deutsch-niederländisches Opfer des Nationalsozialismus                                                                             | 44    |       |
| 9. April  | Johann Pütz                                   | deutscher katholischer Geistlicher und Politiker (Zentrum), MdR                                                                    | 93    |       |
| 9. April  | Heinrich Reinle                               | deutscher Jurist und Oberlandesgerichtspräsident Karlsruhe                                                                         | 52    |       |
| 9. April  | Karl von Rose                                 | deutscher Verwaltungsbeamter und Rittergutsbesitzer                                                                                | 81    |       |
| 9. April  | Karl Sack                                     | deutscher Jurist und Widerstandskämpfer gegen den Nationalsozialismus                                                              | 48    |       |
| 9. April  | Heinrich Schoene                              | deutscher Politiker (NSDAP), MdR, MdL, Generalkommissar von Wolhynien-Podolien                                                     | 55    |       |
| 9. April  | Theodor Strünck                               | deutscher Jurist und Widerstandskämpfer                                                                                            | 50    |       |
| 9. April  | Paul Veil                                     | deutscher evangelischer Pfarrer | 45    |       |
| 10. April | Carl Lotus Becker                             | US-amerikanischer Historiker und Hochschullehrer                                                                                   | 71    |       |
| 10. April | Horst Böhme                                   | deutscher SS-Oberführer | 35    |       |
| 10. April | Hermann Bonin                                 | deutscher Maschinenbauingenieur, Hochschullehrer und Rektor der Technischen Hochschule Aachen                                      | 64    |       |
| 10. April | Cornelia Bosch                                | niederländische Widerstandskämpferin                                                                                               | 19    |       |
| 10. April | Martin Buchberger                             | österreichischer Musiker | 38    |       |
| 10. April | Marcel Constans                               | französischer Automobilrennfahrer                                                                                                  | 38    |       |
| 10. April | Gottlieb Friese                               | deutscher Tierarzt | 79    |       |
| 10. April | Stefanus François Naudé Gie                   | südafrikanischer Diplomat und Politiker                                                                                            | 60    |       |
| 10. April | Ernst Gräwe                                   | deutscher Soldat im Zweiten Weltkrieg                                                                                              | 30    |       |
| 10. April | Johan de Haas                                 | niederländischer Autor, Antimilitarist und Anarchist                                                                               | 47    |       |
| 10. April | Friedrich Hanselmann                          | deutscher Bauer und Opfer des Nationalsozialismus                                                                                  |       |       |
| 10. April | Walter Homann                                 | deutscher Widerstandskämpfer gegen die Nazidiktatur                                                                                | 39    |       |
| 10. April | Richard Klotzbücher                           | deutscher Arbeiter und ein Opfer der NS-Kriegsjustiz                                                                               | 42    |       |
| 10. April | Ernst-Anton von Krosigk                       | deutscher General der Infanterie im Zweiten Weltkrieg                                                                              | 47    |       |
| 10. April | Wilhelm Leist                                 | deutscher Widerstandskämpfer und NS-Opfer                                                                                          | 46    |       |
| 10. April | Paul Leppin                                   | deutschsprachiger Prager Schriftsteller                                                                                            | 66    |       |
| 10. April | Roluf Lucht                                   | deutscher Ingenieur und Offizier                                                                                                   | 43    |       |
| 10. April | Augustin Malroux                              | Französischer Politiker und Résistant                                                                                              | 45    |       |
| 10. April | Ludwig Jakob Mehler                           | deutscher Rabbiner | 37    |       |
| 10. April | Johann Mickl                                  | österreichischer Offizier, zuletzt Generalleutnant der Panzertruppe der deutschen Wehrmacht                                        | 51    |       |
| 10. April | Ludwig Mooslechner                            | österreichischer Arzt und Widerstandskämpfer                                                                                       | 34    |       |
| 10. April | Herbert Müller-Guttenbrunn                    | österreichischer Publizist, Schriftsteller und Satiriker                                                                           | 57    |       |
| 10. April | Heinrich Carl Redeke                          | niederländischer Hydro- und Meeresbiologe                                                                                          | 71    |       |
| 10. April | Adeline Elisabeth Rohn                        | deutsche Schriftstellerin | 77    |       |
| 10. April | Curt Rotter                                   | österreichischer Volksmusikforscher                                                                                                | 63    |       |
| 10. April | Wolf Runge                                    | deutscher Ingenieur und Politiker                                                                                                  | 69    |       |
| 10. April | Joseph Seydel                                 | deutscher Politiker (NSDAP), MdR                                                                                                   | 58    |       |
| 10. April | Lucien Storme                                 | belgischer Radrennfahrer | 28    |       |
| 10. April | Fritz Terres                                  | deutscher Politiker (KPD), Gegner des NS-Regimes                                                                                   | 37    |       |
| 10. April | Hendrik Nicolaas Werkman                      | niederländischer Künstler | 62    |       |
| 11. April | Wilhelm Beyer                                 | deutscher Politiker (NSDAP), MdR                                                                                                   | 60    |       |
| 11. April | Clemens Blanke                                | deutscher Klempner, Bürgermeister von Rheine, NSDAP-Funktionär                                                                     | 49    |       |
| 11. April | Cordt von Brandis                             | deutscher Generalleutnant | 70    |       |
| 11. April | Thierry de Briey                              | belgischer Adliger und Springreiter                                                                                                | 49    |       |
| 11. April | Heinrich Burchard                             | deutscher Offizier, zuletzt General der Flakartillerie im Zweiten Weltkrieg                                                        | 50    |       |
| 11. April | Roger Bureau                                  | belgischer Eishockeyspieler | 36    |       |
| 11. April | Hans Dietrich                                 | deutscher Lehrer und Politiker (NSDAP), MdR                                                                                        | 46    |       |
| 11. April | Hans Dippel                                   | deutscher Politiker (NSDAP), MdR und SA-Führer                                                                                     | 52    |       |
| 11. April | Gustav Frenssen                               | deutscher Schriftsteller | 81    |       |
| 11. April | Ernst Henn                                    | deutscher katholischer Priester, Widerstandskämpfer gegen die Diktatur des Nationalsozialismus                                     | 36    |       |
| 11. April | Heinrich Kraeger                              | deutscher Hochschullehrer, Professor für Literaturgeschichte und Autor                                                             | 75    |       |
| 11. April | Frederick Lugard, 1. Baron Lugard             | britischer Afrika-Forscher und Kolonialadministrator                                                                               | 87    |       |
| 11. April | Hans-Joachim Mertens                          | deutscher Jurist und Oberbürgermeister von Braunschweig                                                                            | 39    |       |
| 11. April | Alfred Meyer                                  | deutscher Politiker (NSDAP), MdR, MdL und Staatssekretär                                                                           | 53    |       |
| 11. April | Albert T. Olmstead                            | US-amerikanischer Assyriologe und Orientalist                                                                                      | 65    |       |
| 11. April | Günther Schlesinger                           | österreichischer Naturwissenschaftler                                                                                              | 58    |       |
| 11. April | Marie Sedláčková                              | tschechische Widerstandsaktivistin                                                                                                 | 22    |       |
| 11. April | Emil Speich                                   | deutscher Politiker (SPD, USPD) | 63    |       |
| 11. April | Hans Stigleitner                              | österreichischer Jurist und Politiker                                                                                              | 45    |       |
| 11. April | Heinrich Teipel                               | deutscher Politiker (NSDAP), MdR, Tierarzt und SA-Führer                                                                           | 60    |       |
| 11. April | Thomas Chandler Thacher                       | US-amerikanischer Politiker | 86    |       |
| 11. April | Franz Unterberger                             | deutscher Gynäkologe | 62    |       |
| 11. April | Kamiel van Baelen                             | belgischer Schriftsteller und Widerstandskämpfer                                                                                   | 29    |       |
| 11. April | Alexander Zieseniss                           | deutscher Indologe | 46    |       |
| 12. April | Georg Altner                                  | deutscher Politiker (NSDAP), MdR, MdL, SS-Brigadeführer                                                                            | 43    |       |
| 12. April | Margarete Bothe                               | deutsche Volksschullehrerin, Historikerin und NS-Opfer                                                                             | 30    |       |
| 12. April | Else Gores                                    | deutsche Widerstandskämpferin gegen den Nationalsozialismus                                                                        |       |       |
| 12. April | Augustin Guillerand                           | französischer Kartäusermönch und Verfasser zahlreicher geistlicher Schriften                                                       | 67    |       |
| 12. April | Rudolf Haake                                  | deutscher Politiker (NSDAP), Oberbürgermeister von Leipzig                                                                         | 41    |       |
| 12. April | Alfred Kästner                                | deutscher Politiker und Widerstandskämpfer                                                                                         | 62    |       |
| 12. April | August Lentze                                 | deutscher Kommunalbeamter und Finanzminister                                                                                       | 84    |       |
| 12. April | Richard Leutheußer                            | deutscher Jurist, Verwaltungsbeamter und Politiker (NLP, DVP), MdR                                                                 | 77    |       |
| 12. April | Vilém Mathesius                               | Linguist und Anglist | 62    |       |
| 12. April | Gustav Petri                                  | deutscher Oberst der Wehrmacht | 56    |       |
| 12. April | Alfred Picard                                 | deutscher Fußballspieler | 32    |       |
| 12. April | Ludwig Pösl                                   | deutscher Politiker (NSDAP), MdR                                                                                                   | 41    |       |
| 12. April | Peter Raabe                                   | deutscher Dirigent, Musikschriftsteller und NS-Kulturpolitiker                                                                     | 72    |       |
| 12. April | Franklin D. Roosevelt                         | US-amerikanischer Politiker, 32. Präsident der USA (1933–1945)                                                                     | 63    |       |
| 12. April | Bernhard Ruberg                               | deutscher Politiker (NSDAP), MdR und SS-Führer                                                                                     | 47    |       |
| 12. April | Emil Stepanek                                 | österreichischer Bühnenmaler und Filmarchitekt                                                                                     | 50    |       |
| 12. April | Ludwig Weninger                               | deutscher Maler |       |       |
| 13. April | Francis Bioret                                | französischer Zwangsarbeiter, NS-Opfer                                                                                             | 22    |       |
| 13. April | Ernst Cassirer                                | deutsch-schwedischer Philosoph | 70    |       |
| 13. April | Erich Flottmann                               | deutscher Verwaltungsjurist | 49    |       |
| 13. April | Otto Gaudig                                   | deutscher Kommunalpolitiker (KPD)                                                                                                  | 67    |       |
| 13. April | Otto Götzke                                   | deutscher Widerstandskämpfer gegen den Nationalsozialismus                                                                         | 54    |       |
| 13. April | Richard Graef                                 | deutscher Maler und Grafiker | 65    |       |
| 13. April | Karl Grobben                                  | österreichischer Zoologe | 90    |       |
| 13. April | Otto Kaus                                     | österreichischer Psychologe, Kritiker und Schriftsteller                                                                           | 53    |       |
| 13. April | Alexander Anatoljewitsch Kosmodemjanski       | sowjetischer Offizier | 19    |       |
| 13. April | Werner Kudlich                                | sudetendeutscher Kunsthistoriker und Museumsdirektor                                                                               | 41    |       |
| 13. April | Franz Messerschmidt                           | deutscher Klassischer Archäologe und Etruskologe                                                                                   | 43    |       |
| 13. April | Simone Michel-Lévy                            | französische Widerstandskämpferin                                                                                                  | 39    |       |
| 13. April | Carl Moll                                     | österreichischer Maler des Jugendstils                                                                                             | 83    |       |
| 13. April | Rolando Rivi                                  | italienischer Märtyrer und Seliger                                                                                                 | 14    |       |
| 13. April | Helmut Schultz                                | deutscher Musikwissenschaftler | 40    |       |
| 13. April | Lorenz Reinhard Spitzenpfeil                  | deutscher Grafiker, Schriftkünstler, Bauforscher                                                                                   | 70    |       |
| 13. April | Robert N. Stanfield                           | US-amerikanischer Politiker | 67    |       |
| 13. April | Aarne Michaël Tallgren                        | finnischer Prähistoriker | 60    |       |
| 13. April | Aruth Wartan                                  | russischer Schauspieler | 64    |       |
| 13. April | Konrad Wenzl                                  | österreichischer Politiker (SDAP), Landtagsabgeordneter                                                                            | 51    |       |
| 14. April | Fejzi Alizoti                                 | albanischer Politiker, osmanischer Beamter                                                                                         | 70    |       |
| 14. April | Alois Bauer                                   | tschechoslowakischer Widerstandskämpfer und Attentäter                                                                             | 18    |       |
| 14. April | Vladimír Blažka                               | tschechoslowakischer Widerstandskämpfer und Attentäter                                                                             | 24    |       |
| 14. April | Walter Borlinghaus                            | deutscher Politiker (NSDAP), MdR                                                                                                   | 39    |       |
| 14. April | Heinrich Brauer                               | Landtagsabgeordneter Großherzogtum Hessen                                                                                          | 84    |       |
| 14. April | Ernst Domke                                   | deutscher Politiker (SPD) | 63    |       |
| 14. April | Ferdinand Eichler                             | österreichischer Bibliothekar und Bibliothekswissenschaftler                                                                       | 81    |       |
| 14. April | Marco Elter                                   | italienischer Filmregisseur und Skisportler                                                                                        | 54    |       |
| 14. April | Camillo Friede                                | deutscher kommunistischer Widerstandskämpfer gegen den Nationalsozialismus                                                         | 42    |       |
| 14. April | Hans Heinrich Hofrichter                      | deutscher SA-Führer | 82    |       |
| 14. April | Andreas Hohlfeld                              | deutscher nationalsozialistischer Pädagoge                                                                                         | 38    |       |
| 14. April | Theodore W. Hukriede                          | US-amerikanischer Politiker | 66    |       |
| 14. April | Martin Jonas                                  | Senatspräsident beim Reichsgericht                                                                                                 | 60    |       |
| 14. April | Otto Möller                                   | deutscher sozialdemokratischer Widerstandskämpfer gegen den Nationalsozialismus                                                    | 57    |       |
| 14. April | Maurice Sachs                                 | französischer Schriftsteller, Abenteurer und Kollaborateur in der Zeit des Nationalsozialismus                                     | 38    |       |
| 14. April | Rudolf Schäfke                                | deutscher Musikwissenschaftler und Musikpädagoge                                                                                   | 50    |       |
| 14. April | Walter von Simon                              | deutscher Komponist | 80    |       |
| 14. April | Walter Stang                                  | deutscher Stabsleiter im Amt Rosenberg und Politiker (NSDAP), MdR                                                                  | 50    |       |
| 14. April | Albert Steinert                               | deutscher Arzt und Widerstandskämpfer gegen den Nationalsozialismus                                                                | 58    |       |
| 14. April | Yokoyama Takashi                              | japanischer Schwimmer | 31    |       |
| 14. April | Albert Vögler                                 | deutscher Politiker (DVP), MdR und Manager                                                                                         | 68    |       |
| 14. April | Georg Wein                                    | deutscher Beamter, Kommunalpolitiker und Bürgermeister                                                                             | 52    |       |
| 14. April | Kurt von Westernhagen                         | deutscher Offizier | 53    |       |
| 15. April | Robert Anasch                                 | deutscher kommunistischer Widerstandskämpfer gegen den Nationalsozialismus                                                         | 37    |       |
| 15. April | Franz Bernthaler                              | österreichischer Widerstandskämpfer                                                                                                | 55    |       |
| 15. April | Gunther Burstyn                               | österreichischer Techniker und Offizier der österreichischen k.u.k. Armee                                                          | 65    |       |
| 15. April | Hans Cramer                                   | deutscher SA-Führer, NS-Funktionär und Gebietskommissar                                                                            | 40    |       |
| 15. April | Joachim Albrecht Eggeling                     | deutscher Politiker (NSDAP), MdR, Gauleiter von Magdeburg-Anhalt, Gauleiter von Halle-Merseburg, Oberpräsident von Halle-Merseburg | 60    |       |
| 15. April | Paul Fanger                                   | deutscher Marineoffizier, zuletzt Admiral im Zweiten Weltkrieg                                                                     | 56    |       |
| 15. April | Anton Granig                                  | österreichischer Pfarrer und Widerstandskämpfer                                                                                    | 43    |       |
| 15. April | Karl Hafner                                   | österreichischer Mundartschriftsteller und Lehrer                                                                                  | 39    |       |
| 15. April | Andreas Hofer                                 | österreichischer Widerstandskämpfer gegen den Nationalsozialismus                                                                  | 29    |       |
| 15. April | Curt Joël                                     | deutscher Jurist, Verwaltungsbeamter und Politiker                                                                                 | 80    |       |
| 15. April | Richard Jungclaus                             | deutscher Polizist, Generalleutnant der Polizei sowie Höherer SS- und Polizeiführer                                                | 40    |       |
| 15. April | Max Kannewasser                               | niederländischer Jazz-Sänger | 28    |       |
| 15. April | Gustav Koenigs                                | deutscher Verwaltungsjurist und Staatssekretär                                                                                     | 62    |       |
| 15. April | Karl Lohmann                                  | evangelischer Geistlicher | 66    |       |
| 15. April | Herta Mohr                                    | österreichische Ägyptologin | 30    |       |
| 15. April | Peter Öhler                                   | deutscher Ringer | 61    |       |
| 15. April | Franz Pfeil                                   | deutscher Kolonialbeamter und Lehrer                                                                                               | 61    |       |
| 15. April | Kapistran Pieller                             | Franziskanerpater und Widerständler                                                                                                | 53    |       |
| 15. April | Joannes Cassianus Pompe                       | niederländischer Pathologe und Erstbeschreiber der Stoffwechselerkrankung Morbus Pompe                                             | 43    |       |
| 15. April | Alfred Randt                                  | Widerstandskämpfer gegen den Nationalsozialismus                                                                                   | 45    |       |
| 15. April | Margaretha Rothe                              | deutsche Widerstandskämpferin | 25    |       |
| 15. April | Angelus Steinwender                           | österreichischer Franziskaner und Widerstandskämpfer                                                                               | 50    |       |
| 15. April | Karl Weber                                    | deutscher Jurist und Politiker (NSDAP), MdL                                                                                        | 60    |       |
| 15. April | Hans Weibrecht                                | deutscher SS-Führer | 33    |       |
| 15. April | Walter Weigmann                               | deutscher Ökonom und Hochschullehrer                                                                                               | 42    |       |
| 16. April | Hugo von Abercron                             | deutscher Generalmajor, Ballonfahrer und Sachbuchautor                                                                             | 75    |       |
| 16. April | Fritz Adam                                    | deutscher Politiker (NSDAP), MdR, MdL                                                                                              | 55    |       |
| 16. April | Theodor Andresen                              | deutscher Widerstandskämpfer in der Zeit des Nationalsozialismus                                                                   | 37    |       |
| 16. April | Rudolf Bacher                                 | österreichischer Maler und Bildhauer                                                                                               | 83    |       |
| 16. April | Ernst Bergmann                                | deutscher Philosoph und Nationalsozialist                                                                                          | 63    |       |
| 16. April | Olga Bloch                                    | deutsche Kunsthistorikerin | 44    |       |
| 16. April | Willie Fung                                   | US-amerikanischer Schauspieler chinesischer Herkunft                                                                               | 49    |       |
| 16. April | Egon Glanz                                    | österreichischer Verwaltungsjurist und Innenminister                                                                               | 64    |       |
| 16. April | Malcolm Jameson                               | amerikanischer Science-Fiction-Autor                                                                                               | 53    |       |
| 16. April | Franz Jürgens                                 | deutscher Widerstandskämpfer | 49    |       |
| 16. April | Karl Kleppe                                   | Widerstandskämpfer | 55    |       |
| 16. April | Josef Knab                                    | deutscher Widerstandskämpfer | 50    |       |
| 16. April | Joachim-Friedrich Lang                        | deutscher Offizier, zuletzt Generalmajor im Zweiten Weltkrieg                                                                      | 45    |       |
| 16. April | Otto Lemke                                    | deutscher Architekt und kommunaler Baubeamter                                                                                      | 67    |       |
| 16. April | Werner Lorleberg                              | Oberstleutnant im Dritten Reich | 50    |       |
| 16. April | Karl Pflomm                                   | deutscher Politiker (NSDAP), MdR, SS-Führer und Polizeipräsident                                                                   | 58    |       |
| 16. April | Walter Pollard                                | englischer Fußballspieler | 38    |       |
| 16. April | Lewis Rickinson                               | britischer Schiffsingenieur und Polarforscher                                                                                      | 61    |       |
| 16. April | Hans Joachim Scherer                          | deutscher Neuropathologe | 38    |       |
| 16. April | Paul Sommer                                   | deutscher Lehrer und Politiker (FVp), MdR, MdL                                                                                     | 81    |       |
| 16. April | Tamura Toshiko                                | japanische Schriftstellerin | 60    |       |
| 16. April | Hermann Weill                                 | deutscher Student der Rechtswissenschaften und Widerstandskämpfer gegen das NS-Regime                                              | 20    |       |
| 17. April | George von der Decken                         | deutscher Offizier | 47    |       |
| 17. April | Ullrich Diesing                               | deutscher Offizier, zuletzt Generalmajor im Zweiten Weltkrieg                                                                      | 34    |       |
| 17. April | Leone Efrati                                  | italienischer Boxer und Opfer des Holocaust                                                                                        | 29    |       |
| 17. April | Alfred Erhard                                 | deutscher Offizier, Generalmajor der Luftwaffe                                                                                     | 46    |       |
| 17. April | Ernst Grube                                   | deutscher Politiker (KPD), MdR und Widerstandskämpfer gegen das NS-Regime                                                          | 55    |       |
| 17. April | Erich Haarmann                                | deutscher Geologe | 62    |       |
| 17. April | Georg Hänel                                   | deutscher Landschafts- und Tiermaler sowie Gebrauchsgraphiker                                                                      | 65    |       |
| 17. April | Franz Heritsch                                | österreichischer Geologe und Paläontologe                                                                                          | 62    |       |
| 17. April | Hugo Herold                                   | deutscher Komponist | 65    |       |
| 17. April | Klaus Junge                                   | deutscher Schachspieler | 21    |       |
| 17. April | Hermann Köhler                                | österreichischer Widerstandskämpfer, KPÖ-Funktionär und NS-Opfer                                                                   | 38    |       |
| 17. April | Erwin Kreetz                                  | deutscher Soldat im Zweiten Weltkrieg, der wenige Tage vor Kriegsende als Deserteur hingerichtet wurde                             | 25    |       |
| 17. April | August Lambert                                | deutscher Pilot und Ritterkreuzträger im Zweiten Weltkrieg                                                                         | 29    |       |
| 17. April | Robert Luther                                 | Chemiker | 77    |       |
| 17. April | Hilde Meisel                                  | deutsche Sozialistin und Publizistin                                                                                               | 30    |       |
| 17. April | Helmut Pfeiffer                               | deutscher Jurist und SS-Offizier                                                                                                   | 37    |       |
| 17. April | Otto Pick                                     | deutscher Politiker (DDP) | 63    |       |
| 17. April | Pamfil Polonic                                | rumänischer Offizier, Topograph, Kartograph und Archäologe                                                                         | 86    |       |
| 17. April | Hannie Schaft                                 | niederländische Kämpferin des kommunistischen Widerstands während des Zweiten Weltkrieges                                          | 24    |       |
| 17. April | Pierre Villeminot                             | französischer Schriftsteller, Dichter und Widerstandskämpfer                                                                       | 32    |       |
| 18. April | Rudolf Altmann                                | deutscher Polizist | 38    |       |
| 18. April | Richard Bernaschek                            | österreichischer Politiker (SPÖ) und Widerstandskämpfer                                                                            | 56    |       |
| 18. April | Raymond J. Bowman                             | US-amerikanischer Soldat | 21    |       |
| 18. April | Arthur Cipriani                               | Politiker und Gewerkschaftsführer im kolonialen Trinidad und Tobago                                                                | 70    |       |
| 18. April | Georges Dary                                  | französischer Eishockeyspieler | 55    |       |
| 18. April | John Ambrose Fleming                          | britischer Elektroingenieur und Physiker                                                                                           | 95    |       |
| 18. April | Alfred Freyberg                               | deutscher Rechtsanwalt und Politiker (NSDAP)                                                                                       | 52    |       |
| 18. April | Georg Haus                                    | deutscher Offizier, zuletzt Generalleutnant im Zweiten Weltkrieg                                                                   | 49    |       |
| 18. April | Hans Källner                                  | deutscher Offizier, zuletzt Generalleutnant im Zweiten Weltkrieg                                                                   | 46    |       |
| 18. April | Hans Kretschmar                               | deutscher Wirtschaftswissenschaftler                                                                                               | 42    |       |
| 18. April | Robert Limpert                                | deutscher Widerstandskämpfer in der Zeit des Nationalsozialismus                                                                   | 19    |       |
| 18. April | Kurt Lisso                                    | deutscher Jurist und nationalsozialistischer Lokalpolitiker                                                                        | 53    |       |
| 18. April | Johann Löwenfeld-Russ                         | österreichischer Politiker | 71    |       |
| 18. April | Fred Neufeld                                  | deutscher Arzt und Bakteriologe | 76    |       |
| 18. April | Guido Parteli                                 | italienischer Emigrant, Antifaschist und politisch Verfolgter                                                                      | 49    |       |
| 18. April | Gregor Pöck                                   | Abt des Stiftes Heiligenkreuz | 83    |       |
| 18. April | Guntram Polster                               | deutscher Jurist, Berghauptmann beim Oberbergamt Dortmund                                                                          | 57    |       |
| 18. April | Ernie Pyle                                    | US-amerikanischer Journalist und Pulitzer-Preisträger                                                                              | 44    |       |
| 18. April | Johann Seelos                                 | österreichischer Skirennläufer | 30    |       |
| 18. April | Conrad Weygand                                | deutscher Chemiker und Hochschullehrer                                                                                             | 54    |       |
| 18. April | Wilhelm zu Wied                               | Fürst von Albanien | 69    |       |
| 19. April | Kurt von Behr                                 | nationalsozialistischer deutscher Funktionär                                                                                       | 55    |       |
| 19. April | Alois Burgstaller                             | deutscher Kammersänger | 73    |       |
| 19. April | Karl von Dewitz-Krebs                         | deutscher Offizier, Generalmajor im Zweiten Weltkrieg                                                                              | 57    |       |
| 19. April | Ernst Adolf Döbereiner                        | deutscher Verwaltungsjurist und Landrat                                                                                            | 53    |       |
| 19. April | Walter Dönicke                                | deutscher Politiker (NSDAP), Oberbürgermeister der Stadt Leipzig                                                                   | 45    |       |
| 19. April | Olaf Fjord                                    | österreichischer Schauspieler, Filmregisseur und Filmproduzent                                                                     | 47    |       |
| 19. April | Albert Herrmann                               | deutscher Geographiehistoriker | 59    |       |
| 19. April | Max Meyerhof                                  | deutsch-ägyptischer Augenarzt und Medizinhistoriker                                                                                | 71    |       |
| 19. April | Ernst Rittershaus                             | deutscher Psychiater, Rassenhygieniker und Hochschullehrer                                                                         | 64    |       |
| 19. April | Franz Rosenkranz                              | österreichischer Hauptmann des Bundesheeres und NS-Opfer                                                                           | 58    |       |
| 19. April | Emil Rungwerth                                | deutscher Lehrer und Heimatforscher                                                                                                | 80    |       |
| 19. April | Alfred Schweickhardt                          | Lehrer und Funktionär der NSDAP | 49    |       |
| 19. April | Karl Selig                                    | deutscher Politiker (NSDAP), MdR                                                                                                   | 55    |       |
| 19. April | Walter Sorkale                                | deutscher Fußballspieler | 55    |       |
| 19. April | Anton Spies                                   | deutscher Geistlicher und NS-Opfer                                                                                                 | 35    |       |
| 19. April | Carl Strobel                                  | deutscher Politiker (NSDAP) und SA-Führer                                                                                          | 50    |       |
| 19. April | Wolfgang Strobel                              | deutscher Fußballspieler | 48    |       |
| 19. April | Fritz Wächtler                                | deutscher NSDAP-Gauleiter, SS-Obergruppenführer, Politiker (NSDAP), MdR                                                            | 54    |       |
| 19. April | Willy Wiederroth                              | deutscher Politiker (NSDAP) | 48    |       |
| 19. April | Heinz Wöllner                                 | deutscher Dreispringer | 31    |       |
| 19. April | Karl Zindel                                   | deutscher Jurist und Polizeibeamter                                                                                                | 50    |       |
| 19. April | Friedrich Zollinger                           | deutscher Architekt, Stadtplaner und kommunaler Baubeamter                                                                         | 65    |       |
| 20. April | August Böhmer                                 | deutscher Verwaltungsjurist und Staatsrat im Fürstentum Lippe                                                                      | 84    |       |
| 20. April | Erwin Bumke                                   | Präsident des Reichsgerichts | 70    |       |
| 20. April | Ewald Dittmann                                | evangelischer Theologe und Mitglied der Bekennenden Kirche                                                                         | 67    |       |
| 20. April | Max Draeger                                   | deutscher Richter; NS-Opfer | 60    |       |
| 20. April | Georg Feigl                                   | deutscher Mathematiker | 54    |       |
| 20. April | Ernst Hampel                                  | deutscher Maler und Widerstandskämpfer gegen den Nationalsozialismus sowie ein Opfer der NS-Kriegsjustiz                           | 25    |       |
| 20. April | Emil Hemeter                                  | deutscher Politiker (DNVP), MdR | 64    |       |
| 20. April | Paul Hinze                                    | deutscher Widerstandskämpfer und Kommunist                                                                                         | 38    |       |
| 20. April | Karl Holz                                     | deutscher Politiker (NSDAP), MdR, Gauleiter, SA-Gruppenführer                                                                      | 49    |       |
| 20. April | Ernst Horn                                    | deutscher politischer Funktionär und SA-Führer                                                                                     | 40    |       |
| 20. April | Hugo Kapteina                                 | deutscher Widerstandskämpfer gegen den Nationalsozialismus                                                                         | 41    |       |
| 20. April | Friedrich Klemstein                           | deutscher Arbeitersportler, Kommunist und Widerstandskämpfer                                                                       | 52    |       |
| 20. April | Joachim von Kortzfleisch                      | deutscher General der Infanterie im Zweiten Weltkrieg                                                                              | 55    |       |
| 20. April | Werner Kube                                   | deutscher Widerstandskämpfer gegen den Nationalsozialismus                                                                         | 21    |       |
| 20. April | Otto Kuschow                                  | deutscher Polizeipräsident und SS-Führer                                                                                           | 54    |       |
| 20. April | Herbert Lange                                 | deutscher Kriminalkommissar, SS-Mitglied und Kommandant des Vernichtungslagers Chelmo                                              | 35    |       |
| 20. April | Willy Liebel                                  | deutscher Politiker (NSDAP), MdR und Oberbürgermeister der Stadt Nürnberg                                                          | 47    |       |
| 20. April | Hans Meyer-Hanno                              | deutscher Widerstandskämpfer, Maler, Bühnenbildner, Musiker, Kabarettist und Schauspieler                                          | 38    |       |
| 20. April | Fritz Mielentz                                | deutscher Klassischer Philologe und Gymnasiallehrer                                                                                | 52    |       |
| 20. April | Max Montua                                    | deutscher Kaufmann und Offizier, zuletzt SS-Brigadeführer und Generalmajor der Polizei                                             | 58    |       |
| 20. April | Jacqueline Morgenstern                        | jüdisches Mädchen, Opfer des Holocaust                                                                                             | 12    |       |
| 20. April | Herbert Mumm von Schwarzenstein               | deutscher Diplomat und Widerstandskämpfer gegen den Nationalsozialismus                                                            | 46    |       |
| 20. April | Edmundo Pallemaerts                           | belgisch-argentinischer Komponist und Musikpädagoge                                                                                | 77    |       |
| 20. April | Klaus Reese                                   | deutscher Architekt | 42    |       |
| 20. April | Eduard Reichenbaum                            | polnisches Kind, Opfer des Holocaust                                                                                               | 10    |       |
| 20. April | Hermann Reinicke                              | deutscher Offizier, zuletzt General der Infanterie                                                                                 | 75    |       |
| 20. April | Hans Schulz                                   | deutscher Widerstandskämpfer gegen das NS-Regime                                                                                   | 46    |       |
| 20. April | Wacław Sieroszewski                           | polnischer Schriftsteller | 86    |       |
| 20. April | Johannes Sobotta                              | deutscher Anatom | 76    |       |
| 20. April | Paul Sonntag                                  | deutscher Buchdrucker und ein Opfer der NS-Kriegsjustiz                                                                            | 55    |       |
| 20. April | Hans Steinhoff                                | deutscher Filmregisseur | 63    |       |
| 20. April | Paul Thümmel                                  | deutscher Agent | 43    |       |
| 20. April | Max Tschornicki                               | deutscher Widerstandskämpfer gegen den Nationalsozialismus                                                                         | 41    |       |
| 20. April | Otto Wolf                                     | tschechischer Autor | 17    |       |
| 21. April | Erna Behling                                  | deutsche Widerstandskämpferin gegen den Nationalsozialismus, Krankenschwester                                                      | 60    |       |
| 21. April | Karl Decker                                   | deutscher General der Panzertruppe im Zweiten Weltkrieg                                                                            | 47    |       |
| 21. April | Karl Gerland                                  | deutscher Politiker (NSDAP), MdR und SS-Führer                                                                                     | 39    |       |
| 21. April | Walther Heitmüller                            | deutscher Politiker (NSDAP), MdR und SA-Führer                                                                                     | 44    |       |
| 21. April | Helene Heyckendorf                            | deutsche Kommunistin und Widerstandskämpferin gegen den Nationalsozialismus                                                        | 51    |       |
| 21. April | Johannes van den Kerkhoff                     | deutscher Politiker (DNVP), MdR | 68    |       |
| 21. April | Walter Model                                  | deutscher Heeresoffizier, Generalfeldmarschall im Dritten Reich                                                                    | 54    |       |
| 21. April | Margarete Mrosek                              | deutsche Widerstandskämpferin gegen den Nationalsozialismus                                                                        | 42    |       |
| 21. April | Kurt Pester                                   | deutscher Widerstandskämpfer | 36    |       |
| 21. April | Hans Ralfs                                    | deutscher Maler und Graphiker | 61    |       |
| 21. April | Hermann Schlotterbeck                         | deutscher Widerstandskämpfer | 26    |       |
| 21. April | Karl Talazko                                  | deutscher evangelischer Pfarrer | 47    |       |
| 21. April | Aleksander Waszkiewicz                        | polnisch-sowjetischer Generalmajor der Polnischen Volksarmee im Zweiten Weltkrieg                                                  |       |       |
| 21. April | Max Windmüller                                | deutscher Widerstandskämpfer | 25    |       |
| 21. April | Carltheo Zeitschel                            | deutscher Diplomat und SS-Mitglied                                                                                                 | 52    |       |
| 21. April | Margit Zinke                                  | deutsche Widerstandskämpferin gegen den Nationalsozialismus                                                                        | 31    |       |
| 21. April | Pavle Đurišić                                 | jugoslawischer Offizier und montenegrinischer Tschetnik-Führer                                                                     | 37    |       |
| 22. April | Leandro Arpinati                              | italienischer Politiker und Sportfunktionär                                                                                        | 53    |       |
| 22. April | Friedrich Bilabel                             | deutscher Papyrologe | 56    |       |
| 22. April | Sergei Dmitrijewitsch Botkin                  | russischer Diplomat | 75    |       |
| 22. April | Luis Calvo                                    | kolumbianischer Musiker und Komponist                                                                                              | 62    |       |
| 22. April | Wilhelm Cauer                                 | deutscher Mathematiker | 44    |       |
| 22. April | Rüdiger von der Goltz                         | deutscher Rittergutsbesitzer und Landrat                                                                                           | 76    |       |
| 22. April | August von Hanstein                           | deutscher Oberstleutnant der Reichsmarine                                                                                          | 75    |       |
| 22. April | Hermann von Hase                              | deutscher Verleger und Buchhändler                                                                                                 | 64    |       |
| 22. April | Robert Elmer Horton                           | US-amerikanischer Geologe, Hydrologe und Bodenkundler                                                                              | 69    |       |
| 22. April | Emil Hubert                                   | deutscher Chemiker | 57    |       |
| 22. April | Konrad Albert Koch                            | deutscher Kunstmaler und Burgenforscher                                                                                            | 76    |       |
| 22. April | Artur Kolb                                    | deutscher Zahnarzt und Politiker (NSDAP), MdR                                                                                      | 50    |       |
| 22. April | Käthe Kollwitz                                | deutsche Künstlerin | 77    |       |
| 22. April | Nikolai Jewgenjewitsch Markow                 | russischer Politiker und antisemitischer Publizist                                                                                 | 79    |       |
| 22. April | Giuseppe Pagano                               | kroatisch-italienischer Architekt                                                                                                  |       |       |
| 22. April | Hellmuth Pfeifer                              | deutscher Offizier, zuletzt Generalleutnant im Zweiten Weltkrieg                                                                   | 51    |       |
| 22. April | Wolfgang Piatkowski                           | deutscher Laienbruder im Franziskanerorden                                                                                         | 37    |       |
| 22. April | Fritz Preißler                                | deutscher Politiker (NSDAP), MdR                                                                                                   | 41    |       |
| 22. April | Frank Short                                   | britischer Grafiker und Radierer                                                                                                   | 87    |       |
| 22. April | Rudi Steffens                                 | deutscher KPD-Funktionär und Opfer des Nationalsozialismus                                                                         | 33    |       |
| 22. April | Willibald Strohmeyer                          | deutscher Geistlicher | 67    |       |
| 23. April | Hans Ahlgrimm                                 | österreichischer Komponist und Violinist                                                                                           | 40    |       |
| 23. April | Heinrich Bachert                              | deutscher kommunistischer Widerstandskämpfer gegen den Nationalsozialismus                                                         | 36    |       |
| 23. April | Klaus Bonhoeffer                              | deutscher Jurist und Widerstandskämpfer                                                                                            | 44    |       |
| 23. April | Ernst Dürrfeld                                | deutscher Politiker (NSDAP), MdR                                                                                                   | 46    |       |
| 23. April | Paul Faßbach                                  | deutscher Politiker (NSDAP), MdR und SA-Führer                                                                                     | 48    |       |
| 23. April | Raimund Germela                               | österreichischer Maler und Illustrator                                                                                             | 76    |       |
| 23. April | Albrecht Haushofer                            | deutscher Geograph, Diplomat und Schriftsteller                                                                                    | 42    |       |
| 23. April | Richard Heike                                 | Berliner Industrieller |       |       |
| 23. April | Robert Emanuel Heilbut                        | niederländisch-jüdischer Komponist                                                                                                 | 26    |       |
| 23. April | Carl Heyer                                    | deutscher Forstbeamter | 83    |       |
| 23. April | Hans John                                     | deutscher Jurist und Widerstandskämpfer                                                                                            | 33    |       |
| 23. April | Friedrich Jütte                               | deutscher Politiker (DPD) | 73    |       |
| 23. April | Richard Kuenzer                               | deutscher Diplomat | 69    |       |
| 23. April | Rudolf Ladewig                                | deutscher Architekt, Widerstandskämpfer und Opfer des Nationalsozialismus                                                          | 51    |       |
| 23. April | Kurt Ledien                                   | deutscher Widerstandskämpfer gegen den Nationalsozialismus                                                                         | 51    |       |
| 23. April | Dimitrije Ljotić                              | Gründer und Chefideologe der ZBOR                                                                                                  | 53    |       |
| 23. April | Carl Adolf Marks                              | Widerstandskämpfer | 51    |       |
| 23. April | Heinrich Matz                                 | deutscher kommunistischer Widerstandskämpfer gegen den Nationalsozialismus                                                         | 36    |       |
| 23. April | Camille Mauclair                              | französischer Dichter, Autor, Kunsthistoriker und Kunstkritiker                                                                    | 72    |       |
| 23. April | Franz Josef Messner                           | österreichischer Unternehmer (Generaldirektor Semperit AG) und Widerstandskämpfer                                                  | 48    |       |
| 23. April | Ernst Munzinger                               | deutscher Offizier | 57    |       |
| 23. April | Friedrich Justus Perels                       | deutscher Widerstandskämpfer | 34    |       |
| 23. April | Christian Roselius                            | deutscher Garten- und Landschaftsarchitekt                                                                                         | 74    |       |
| 23. April | Hans-Viktor von Salviati                      | deutscher Rennreiter, Offizier, SS-Führer und Widerstandskämpfer gegen den Nationalsozialismus                                     | 47    |       |
| 23. April | Rüdiger Schleicher                            | Widerstandskämpfer gegen den Nationalsozialismus                                                                                   | 50    |       |
| 23. April | Georg Scholze                                 | deutscher Offizier, zuletzt Generalmajor im Zweiten Weltkrieg                                                                      | 47    |       |
| 23. April | Hans Ludwig Sierks                            | deutscher Bauingenieur, sozialdemokratischer Stadtbaurat und am Widerstand gegen das NS-Regime beteiligt                           | 67    |       |
| 23. April | Wilhelm Staehle                               | deutscher Abwehroffizier, Monarchist und Widerstandskämpfer                                                                        | 67    |       |
| 23. April | Paul Zinke                                    | deutscher kommunistischer Widerstandskämpfer gegen den Nationalsozialismus                                                         | 44    |       |
| 23. April | Wilhelm zur Nieden                            | deutscher Ingenieur und Widerstandskämpfer                                                                                         | 66    |       |
| 24. April | Hubert Bath                                   | englischer Komponist und Dirigent                                                                                                  | 61    |       |
| 24. April | Rolf Carls                                    | deutscher Generaladmiral im Zweiten Weltkrieg, Landrat des Kreises Stormarn                                                        | 59    |       |
| 24. April | Anton Erkelenz                                | deutscher Gewerkschaftsführer, Politiker (DDP, SPD), MdR                                                                           | 66    |       |
| 24. April | Ernesto de Fiori                              | österreichischer Bildhauer, Maler und Zeichner                                                                                     | 60    |       |
| 24. April | Hans von Freyberg                             | deutscher Politiker (NSDAP), MdR                                                                                                   | 64    |       |
| 24. April | Wilhelm Gauger                                | deutscher Landwirt und Politiker (DNVP, CNBL), MdL                                                                                 | 72    |       |
| 24. April | Ernst-Robert Grawitz                          | deutscher Mediziner, Vorsitzender des DRK und Reichsarzt SS                                                                        | 45    |       |
| 24. April | Albert Hauser                                 | deutscher Lokalpolitiker | 68    |       |
| 24. April | Walter Jost                                   | deutscher Offizier, zuletzt Generalleutnant im Zweiten Weltkrieg                                                                   | 48    |       |
| 24. April | Friedrich Kayssler                            | deutscher Schauspieler sowie Schriftsteller und Komponist                                                                          | 71    |       |
| 24. April | Otto Kellerhals                               | Schweizer Justizvollzugsbeamter | 74    |       |
| 24. April | Hans Koch                                     | deutscher Jurist und Widerstandskämpfer                                                                                            | 51    |       |
| 24. April | Anton de Kom                                  | surinamischer Nationalist, Widerstandskämpfer und antikolonialer Autor                                                             | 47    |       |
| 24. April | Günther Lützow                                | deutscher Jagdflieger der Luftwaffe im Zweiten Weltkrieg                                                                           | 32    |       |
| 24. April | Johann Maier                                  | deutscher Geistlicher, Domprediger in Regensburg und NS-Opfer                                                                      | 38    |       |
| 24. April | Hermann Marchand                              | deutscher Jurist und Stadtentwickler                                                                                               | 80    |       |
| 24. April | Sebastian Merkle                              | katholischer Kirchenhistoriker | 82    |       |
| 24. April | Walther Parey                                 | deutscher Ingenieur und Schriftleiter                                                                                              | 44    |       |
| 24. April | Clemens Scharschmidt                          | deutscher Japanologe | 64    |       |
| 24. April | Ernst Schneppenhorst                          | deutscher Politiker (SPD), MdR, Gewerkschafter, Widerstandskämpfer                                                                 | 64    |       |
| 24. April | Rudolf Siegert                                | Ministerialrat im Reichsministerium der Finanzen, Leiter der Amtsgruppe II des Reichssicherheitshauptamtes                         | 45    |       |
| 24. April | Ernst Wegener                                 | deutscher Jurist und Kommunalpolitiker                                                                                             | 82    |       |
| 24. April | Johannes Zimorski                             | deutsches NS-Opfer | 72    |       |
| 25. April | Humbert Achamer-Pifrader                      | österreichischer Jurist, SS-Oberführer                                                                                             | 44    |       |
| 25. April | Otto Auhagen                                  | deutscher Volkswirt | 75    |       |
| 25. April | Jacques Marie Bellwald                        | luxemburgischer Foto- und Kinopionier                                                                                              | 73    |       |
| 25. April | Joachim-Dieter Bloch                          | deutscher Jurist | 38    |       |
| 25. April | Eckbert von Bohlen und Halbach                | deutscher Industriellensohn, Mitglied der Familie Krupp von Bohlen und Halbach                                                     | 22    |       |
| 25. April | Elisabeth Brugsma                             | niederländische Psychiaterin und Widerstandskämpferin                                                                              | 58    |       |
| 25. April | Paul Busching                                 | deutscher Volkswirtschaftler und Wohnungsreformer                                                                                  | 68    |       |
| 25. April | Erminio Dones                                 | italienischer Ruderer | 58    |       |
| 25. April | Emil Otto von Gemmingen-Guttenberg            | Ministerialdirektor beim Reichsrechnungshof                                                                                        | 64    |       |
| 25. April | Artur Görlitzer                               | deutscher Politiker (NSDAP), MdR, stellvertretender Gauleiter von Berlin                                                           | 51    |       |
| 25. April | Walter Groß                                   | deutscher Politiker (NSDAP), MdR                                                                                                   | 40    |       |
| 25. April | Max Großkopf                                  | deutscher Jurist und SS-Führer | 53    |       |
| 25. April | Erich Hilgenfeldt                             | deutscher Politiker (NSDAP), MdR                                                                                                   | 47    |       |
| 25. April | Isaak Iljitsch Lewin                          | russisch-amerikanischer Wirtschaftshistoriker und Unternehmer                                                                      | 57    |       |
| 25. April | Josef Liegle                                  | deutscher Numismatiker und Altphilologe                                                                                            | 51    |       |
| 25. April | Ines Angelika Mosig                           | deutsche Schriftstellerin | 34    |       |
| 25. April | Gustav Robert Oexle                           | deutscher Politiker (NSDAP), MdR                                                                                                   | 55    |       |
| 25. April | Hans Pfundtner                                | preußisch-deutscher Verwaltungsjurist                                                                                              | 63    |       |
| 25. April | Konrad Saenger                                | deutscher Statistiker | 76    |       |
| 25. April | Leopold Spann                                 | deutscher Jurist, Gestapo-Mitarbeiter und SS-Führer                                                                                | 36    |       |
| 25. April | Wolfgang Stöger                               | deutscher Schmied |       |       |
| 25. April | Otto Strohmayr                                | österreichischer Architekt | 44    |       |
| 25. April | Fritz Tittmann                                | deutscher Politiker (NSDAP), MdR, MdL und SS-Brigadeführer                                                                         | 46    |       |
| 25. April | Herbert Treff                                 | deutscher Kommunalpolitiker (NSDAP)                                                                                                | 46    |       |
| 25. April | Teddy Weatherford                             | US-amerikanischer Pianist des Swing des Stride Piano Stila                                                                         | 41    |       |
| 25. April | Hugo Wendorff                                 | deutscher Landwirt, Gutsbesitzer und Politiker (FVP, DDP, DStP), MdR                                                               | 80    |       |
| 25. April | Maximilian Wengler                            | deutscher Generalmajor der Reserve im Zweiten Weltkrieg                                                                            | 55    |       |
| 25. April | Elsa Laura von Wolzogen                       | deutsche Liedsängerin und Komponistin                                                                                              | 68    |       |
| 26. April | Albert Arnheiter                              | deutscher Ruderer | 54    |       |
| 26. April | Kaspar Aßhoff                                 | deutscher Funktionär | 46    |       |
| 26. April | Joachim Begrich                               | deutscher evangelischer Theologe                                                                                                   | 44    |       |
| 26. April | Walter Behrendt                               | deutsch-amerikanischer Architekt, Stadtplaner und Autor                                                                            | 60    |       |
| 26. April | Ernst Boehm                                   | deutscher Pädagoge | 67    |       |
| 26. April | Ralf Brockhausen                              | deutscher Politiker (NSDAP), MdR                                                                                                   | 46    |       |
| 26. April | Wilhelm Crohne                                | deutscher Jurist und Vizepräsident am Volksgerichtshof in Berlin                                                                   | 64    |       |
| 26. April | Hilde Gebühr                                  | deutsche Schauspielerin | 34    |       |
| 26. April | Paul Gerstner                                 | deutscher Wirtschaftswissenschaftler                                                                                               | 64    |       |
| 26. April | Karl Haubenreißer                             | deutscher Schauspieler | 41    |       |
| 26. April | Berthold Hell                                 | deutscher Politiker (NSDAP), MdR                                                                                                   | 43    |       |
| 26. April | Heinrich Henne                                | deutscher Brandschutztechniker und Hochschullehrer                                                                                 | 80    |       |
| 26. April | Dietrich von Jagow                            | deutscher Politiker, SA-Führer, MdR (NSDAP) und Gesandter in Ungarn                                                                | 53    |       |
| 26. April | Else Jahn                                     | deutsche Widerstandskämpferin gegen das NS-Regime                                                                                  | 43    |       |
| 26. April | Erhard Jung                                   | deutscher Geologe und Bodenkundler                                                                                                 | 42    |       |
| 26. April | Rudolf Kautzsch                               | deutscher Kunsthistoriker | 76    |       |
| 26. April | Hermann Knottnerus-Meyer                      | deutscher Kunstmaler und Buchautor                                                                                                 | 69    |       |
| 26. April | Heinrich Körner                               | deutscher Gewerkschafter und Widerstandskämpfer                                                                                    | 52    |       |
| 26. April | Hans Krüger                                   | deutscher Verwaltungsjurist und Mitglied der (SPD)                                                                                 | 61    |       |
| 26. April | Walter Kubitzky                               | Polizeibeamter und SS-Führer | 54    |       |
| 26. April | Gustav Lichdi                                 | deutscher Unternehmer | 69    |       |
| 26. April | Louis Müldner von Mülnheim                    | deutscher Offizier und Hofbeamter                                                                                                  | 69    |       |
| 26. April | Josef Neumann                                 | deutscher Volkswirt und Politiker (DVP), MdL                                                                                       | 62    |       |
| 26. April | Kurt Plarre                                   | deutscher Bauingenieur und Baubeamter                                                                                              | 64    |       |
| 26. April | Giovanni Preziosi                             | italienischer Jesuit und Verfechter der Endlösung                                                                                  | 63    |       |
| 26. April | Sigmund Rascher                               | deutscher KZ-Arzt | 36    |       |
| 26. April | Paul Ritterbusch                              | deutscher Jurist und Nationalsozialist                                                                                             | 45    |       |
| 26. April | Georg Sacke                                   | deutscher Historiker und Widerstandskämpfer                                                                                        | 43    |       |
| 26. April | Walter Schmidt                                | österreichischer Mineraloge und Geologe                                                                                            | 60    |       |
| 26. April | Pawlo Skoropadskyj                            | ukrainischer Politiker | 71    |       |
| 26. April | Bruce Foster Sterling                         | US-amerikanischer Politiker | 74    |       |
| 26. April | Olga Waissnix                                 | österreichische Unternehmerin und Widerstandskämpferin                                                                             | 26    |       |
| 27. April | Gerhard Bähr                                  | baskischer Sprachwissenschaftler deutscher Herkunft                                                                                | 44    |       |
| 27. April | Eva Bildt                                     | deutsche Schauspielerin, Chorsängerin und Sekretärin                                                                               | 29    |       |
| 27. April | Max Blancke                                   | deutscher KZ-Arzt | 36    |       |
| 27. April | Hendrik Bulthuis                              | niederländischer Esperantist, Zollbeamter, Schriftsteller und Übersetzer                                                           | 79    |       |
| 27. April | Martin Chales de Beaulieu                     | preußischer General der Infanterie                                                                                                 | 87    |       |
| 27. April | Eduard Fischer                                | deutscher römisch-katholischer Geistlicher und Märtyrer                                                                            | 43    |       |
| 27. April | Oscar Frey                                    | Schweizer Offizier | 52    |       |
| 27. April | Fritz Fuß                                     | deutscher Architekt | 55    |       |
| 27. April | Warren Green                                  | US-amerikanischer Politiker | 76    |       |
| 27. April | Heiner Hoffmann                               | deutscher Radrennfahrer | 29    |       |
| 27. April | Ernst Hofmann                                 | deutscher Schauspieler | 54    |       |
| 27. April | Ernst Hundt der Jüngere                       | deutscher Kirchenjurist | 67    |       |
| 27. April | Oscar Jaster                                  | deutscher SA-Führer | 50    |       |
| 27. April | Hugo Andres Krüß                              | deutscher Bibliothekar | 66    |       |
| 27. April | Eugene Liebert                                | US-amerikanischer Architekt | 78    |       |
| 27. April | Herbert Linden                                | deutscher Mediziner, Obergutachter der Aktion T4, Reichsbeauftragter für Pflege- und Heilanstalten                                 | 45    |       |
| 27. April | Alfred Lottermoser                            | deutscher Chemiker | 74    |       |
| 27. April | Richard Marckhl                               | österreichischer Politiker (DnP), Abgeordneter zum Nationalrat                                                                     | 83    |       |
| 27. April | Heinrich Müller                               | deutscher Jurist, Verwaltungsbeamter und Politiker (NSDAP)                                                                         | 48    |       |
| 27. April | Georg Potente                                 | deutscher Gärtner, Gartendirektor in Sanssouci, Begründer der Gartendenkmalpflege                                                  | 69    |       |
| 27. April | Gerhart Rodenwaldt                            | deutscher Klassischer Archäologe                                                                                                   | 58    |       |
| 27. April | Hans Schleif                                  | deutscher Architekt, Bauforscher, Archäologe und SS-Standartenführer                                                               | 43    |       |
| 27. April | Friedrich Sorge                               | deutscher Jurist und Politiker | 60    |       |
| 27. April | Walter Thieme                                 | evangelischer deutscher Theologe, Stadtmissionsdirektor und Pfarrer                                                                | 66    |       |
| 27. April | Gisela Tschofenig                             | österreichische Widerstandskämpferin                                                                                               | 27    |       |
| 28. April | Gustav Abb                                    | deutscher Bibliothekar | 59    |       |
| 28. April | Kurt Albrecht                                 | deutscher Soldat, NS-Opfer | 17    |       |
| 28. April | Herbert Anger                                 | deutscher Grafiker, Illustrator und Holzschneider                                                                                  | 52    |       |
| 28. April | Alwin Belger                                  | deutscher Pädagoge | 54    |       |
| 28. April | Hans Bloesch                                  | Schweizer Philologe und Reiseschriftsteller                                                                                        | 66    |       |
| 28. April | Nicola Bombacci                               | italienischer sozialistischer, kommunistischer, später faschistischer Politiker                                                    | 65    |       |
| 28. April | Franz Brantzky                                | deutscher Architekt, Bildhauer und Maler                                                                                           | 74    |       |
| 28. April | Josef Bruckmayer                              | deutscher römisch-katholischer Mühlenbesitzer und Märtyrer                                                                         | 49    |       |
| 28. April | Günther Caracciola-Delbrück                   | deutscher Major | 46    |       |
| 28. April | Eberhard von Claer                            | preußischer General der Infanterie im Ersten Weltkrieg                                                                             | 88    |       |
| 28. April | Friedrich Dürr                                | deutscher Widerstandskämpfer gegen den Nationalsozialismus                                                                         |       |       |
| 28. April | Hans Fabricius                                | deutscher Jurist und Politiker (NSDAP), MdR                                                                                        | 54    |       |
| 28. April | Roberto Farinacci                             | italienischer Rechtsanwalt, Journalist und faschistischer Politiker                                                                | 52    |       |
| 28. April | Hermann Föttinger                             | deutscher Elektroingenieur, Erfinder und Hochschullehrer                                                                           | 68    |       |
| 28. April | Emil Franke                                   | deutscher Politiker (DNVP), ehemaliger Bezirksbürgermeister von Berlin-Wilmersdorf                                                 | 65    |       |
| 28. April | Josef Grimm                                   | deutscher Geistlicher, Pfarrer in Götting                                                                                          | 45    |       |
| 28. April | Georg Hangl                                   | Lehrer in Götting, von der SS ermordet                                                                                             | 55    |       |
| 28. April | Felix Hollenberg                              | deutscher Radierer und Maler | 76    |       |
| 28. April | Oskar Jünger                                  | bayerischer Militärkapellmeister                                                                                                   | 82    |       |
| 28. April | Heinrich Jürs                                 | deutscher SS-Gruppenführer, Generalleutnant der Polizei und Generalleutnant der Waffen-SS                                          | 48    |       |
| 28. April | Kurt Knispel                                  | deutscher Panzerkommandant im Zweiten Weltkrieg                                                                                    | 23    |       |
| 28. April | Friedrich Ferdinand Heinrich Kruse            | deutscher Kapitän | 70    |       |
| 28. April | Harry Liedtke                                 | deutscher Schauspieler | 62    |       |
| 28. April | Gottlob Müller                                | deutscher General | 50    |       |
| 28. April | Anton Mündler                                 | deutscher Justizbeamter und Politiker (NSDAP), MdR                                                                                 | 48    |       |
| 28. April | Benito Mussolini                              | italienischer Politiker, Mitglied der Camera dei deputati und faschistischer Diktator                                              | 61    |       |
| 28. April | Alessandro Pavolini                           | italienischer Politiker | 41    |       |
| 28. April | Clara Petacci                                 | italienische Frau, Mätresse von Benito Mussolini                                                                                   | 33    |       |
| 28. April | Otto Prein                                    | deutscher evangelischer Pfarrer und Amateurarchäologe                                                                              | 77    |       |
| 28. April | August Quest                                  | deutscher kommunistischer Widerstandskämpfer gegen den Nationalsozialismus                                                         | 59    |       |
| 28. April | Hans Riehl                                    | deutscher römisch-katholischer Lagerhausverwalter und Märtyrer                                                                     | 42    |       |
| 28. April | Hans Rummer                                   | deutscher Bergmann und Bürgermeister                                                                                               | 64    |       |
| 28. April | Hans Scharrer                                 | deutscher Kommunalbeamter in München                                                                                               | 53    |       |
| 28. April | Theodor Scheffer                              | deutscher Pädagoge und Dozent in Jena                                                                                              | 72    |       |
| 28. April | Julian Scherner                               | Offizier der SS | 49    |       |
| 28. April | Ludwig Schön                                  | deutscher römisch-katholischer Oberwerkmeister und Märtyrer                                                                        | 61    |       |
| 28. April | Richard Schreckhas                            | deutscher Politiker (DVP) | 67    |       |
| 28. April | Leopold Schulz                                | österreichischer Architekt | 61    |       |
| 28. April | Martin Seidel                                 | deutscher römisch-katholischer Verwaltungsoberinspektor und Märtyrer                                                               | 46    |       |
| 28. April | Rudolf Sieckenius                             | deutscher Offizier, zuletzt Generalmajor im Zweiten Weltkrieg                                                                      | 48    |       |
| 28. April | Josef Stegmair                                | deutscher römisch-katholischer Schlosser und Märtyrer                                                                              | 59    |       |
| 28. April | Christa Tordy                                 | deutsche Schauspielerin | 40    |       |
| 28. April | Ernst Trendelenburg                           | deutscher Jurist und Politiker (DDP), Reichsminister                                                                               | 63    |       |
| 28. April | Ulrich Uhle                                   | deutscher Politiker (NSDAP), MdR                                                                                                   | 47    |       |
| 28. April | Adalbert Vogl                                 | deutscher römisch-katholischer Geistlicher und Märtyrer                                                                            | 69    |       |
| 28. April | Erich Wasmund                                 | deutscher Geologe | 42    |       |
| 28. April | Adam Wehnert                                  | deutscher römisch-katholischer Buchhändler und Märtyrer                                                                            | 54    |       |
| 28. April | Felix Zimmermann                              | deutscher römisch-katholischer Geistlicher und Märtyrer                                                                            | 59    |       |
| 29. April | Wilhelm Augustin Balthasar-Wolfradt           | Freimaurer | 81    |       |
| 29. April | Hans Brausewetter                             | deutscher Film- und Theaterschauspieler                                                                                            | 45    |       |
| 29. April | Ernst Barten                                  | deutscher Jurist, Notar, Rechtsanwalt und Bürgermeister von Bad Doberan                                                            | 44    |       |
| 29. April | Franz Breithaupt                              | deutscher Offizier, SS-Obergruppenführer und General der Waffen-SS, Chef des Hauptamtes SS-Gericht                                 | 64    |       |
| 29. April | Harald Dohrn                                  | Sympathisant der Weißen Rose und Regimekritiker zur Zeit des Nationalsozialismus in Deutschland                                    | 60    |       |
| 29. April | Hermann Fegelein                              | deutscher Offizier der Waffen-SS                                                                                                   | 38    |       |
| 29. April | Ernst Otto Fick                               | deutscher SS-Brigadeführer und Generalmajor der Waffen-SS                                                                          | 47    |       |
| 29. April | Ernst Haack                                   | deutscher evangelisch-lutherischer Geistlicher                                                                                     | 94    |       |
| 29. April | Johannes Hänsch                               | deutscher Landschaftsmaler und Bildhauer                                                                                           | 69    |       |
| 29. April | Reinhold Hermann                              | deutscher Widerstandskämpfer gegen das Nazi-Regime                                                                                 | 59    |       |
| 29. April | Egbert von Heyden                             | deutscher Adeliger, Offizier und Chemiker                                                                                          | 47    |       |
| 29. April | Ernst Jarmer                                  | deutscher Rechtsanwalt und Verwaltungsjurist                                                                                       | 58    |       |
| 29. April | Georg Johow                                   | deutscher Generalleutnant und Ritter des Pour le Mérite                                                                            | 83    |       |
| 29. April | Wilhelm Kaan                                  | österreichischer Politiker (GDVP), Landtagsabgeordneter                                                                            | 79    |       |
| 29. April | Erland Koch                                   | deutscher Sportschütze | 78    |       |
| 29. April | Rudolf Lentzsch                               | deutscher kommunistischer Widerstandskämpfer                                                                                       | 44    |       |
| 29. April | Trifon Andrejewitsch Lukjanowitsch            | russischer Soldat der Roten Armee                                                                                                  |       |       |
| 29. April | Archibald Peter McNab                         | kanadischer Politiker, Vizegouverneur von Saskatchewan                                                                             | 80    |       |
| 29. April | Hein Müller                                   | deutscher Boxer | 41    |       |
| 29. April | Manuel Pérez Treviño                          | mexikanischer Botschafter | 54    |       |
| 29. April | Hans Quecke                                   | deutscher Sympathisant der Weißen Rose und Regimekritiker                                                                          | 44    |       |
| 29. April | Colin Ross                                    | österreichischer Journalist und Reiseschriftsteller                                                                                | 59    |       |
| 29. April | Maximilian Roth                               | deutscher Widerstandskämpfer und Mitglied der „Freiheitsaktion Bayern“                                                             |       |       |
| 29. April | Andrés de Santa Maria                         | kolumbianischer Maler | 84    |       |
| 29. April | Achille Starace                               | italienischer faschistischer Politiker, Mitglied der Camera dei deputati                                                           | 55    |       |
| 29. April | Erich Straub                                  | deutscher Psychiater und Euthanasietäter                                                                                           | 59    |       |
| 29. April | Fernand Tonnet                                | Gründungsmitglied der Christlichen Arbeiterjugend                                                                                  | 50    |       |
| 29. April | Adriano Visconti                              | italienischer Pilot im Zweiten Weltkrieg                                                                                           | 39    |       |
| 29. April | Hermann Walch                                 | deutscher SA-Führer und Mitglied am Volksgerichtshof                                                                               | 38    |       |
| 30. April | Gudmund Nyeland Brandt                        | dänischer Gärtner und Landschaftsarchitekt                                                                                         | 67    |       |
| 30. April | Eva Braun                                     | deutsche Lebensgefährtin und Ehefrau von Adolf Hitler                                                                              | 33    |       |
| 30. April | Leopold Czejka                                | österreichischer Fußballspieler | 41    |       |
| 30. April | William O. Darby                              | US-amerikanischer Oberst | 34    |       |
| 30. April | Ede Donáth                                    | ungarisch-jüdischer Dirigent und Komponist                                                                                         | 79    |       |
| 30. April | Luisa Ferida                                  | italienische Filmschauspielerin | 31    |       |
| 30. April | Johann Glade                                  | deutscher Bäcker und Politiker (SPD)                                                                                               | 58    |       |
| 30. April | Erwin Graebner                                | deutscher Architekt | 50    |       |
| 30. April | Georg Gräner                                  | deutscher Komponist | 68    |       |
| 30. April | Günther Gräntz                                | deutscher Politiker (NSDAP), MdR und SA-Mitglied                                                                                   | 39    |       |
| 30. April | Karl Grüßer                                   | deutscher Bäcker und Konditor | 65    |       |
| 30. April | Hans Hennecke                                 | deutscher Apotheker und Politiker (SPD)                                                                                            | 59    |       |
| 30. April | Adolf Hitler                                  | deutscher Politiker (NSDAP), MdR, Reichskanzler, Diktator und Kriegsverbrecher                                                     | 56    |       |
| 30. April | Josef Kehrer                                  | deutscher römisch-katholischer Landrat und Märtyrer                                                                                | 35    |       |
| 30. April | Kurt-Christoph von Knobelsdorff               | deutscher Turnierreiter | 40    |       |
| 30. April | August Kop                                    | niederländischer Hockeyspieler | 40    |       |
| 30. April | Franz Laub                                    | deutscher Musiker und Komponist |       |       |
| 30. April | Franz Lüdtke                                  | deutscher Historiker und Schriftsteller                                                                                            | 62    |       |
| 30. April | Max Luyken                                    | deutscher Landwirt und Politiker (NSDAP), MdR                                                                                      | 59    |       |
| 30. April | Walther Oberhaidacher                         | österreichischer Politiker (NSDAP), MdR, Gauleiter                                                                                 | 48    |       |
| 30. April | Gerhard Schach                                | deutscher Politiker (NSDAP), MdR, MdL                                                                                              | 39    |       |
| 30. April | Werner Scharf                                 | deutscher Schauspieler | 38    |       |
| 30. April | Erich Schilling                               | deutscher Künstler | 60    |       |
| 30. April | Hans Adalbert Schlettow                       | deutscher Schauspieler | 56    |       |
| 30. April | Boris Alexandrowitsch Schteifon               | russischer General | 63    |       |
| 30. April | Aron Alexandrowitsch Solz                     | russischer Jurist und Revolutionär                                                                                                 | 73    |       |
| 30. April | Heinrich Emil Timerding                       | deutscher Mathematiker | 72    |       |
| 30. April | Abimalek Timotheus                            | Metropolit von Malabar und Indien der autokephalen ostsyrischen „Kirche des Ostens“                                                | 66    |       |
|           | Wilfrid Bade                                  | deutscher Autor im Dritten Reich                                                                                                   | 39    |       |
|           | Herbert Balzer                                | kommunistischer Funktionär und Opfer des Nationalsozialismus                                                                       | 47    |       |
|           | Walter Barth                                  | deutscher Widerstandskämpfer gegen den Nationalsozialismus                                                                         | 33    |       |
|           | Hermann Behnken                               | deutscher Physiker | 55    |       |
|           | August Berger                                 | deutscher Kommunalpolitiker | 53    |       |
|           | Hélène Berr                                   | jüdische Französin, Tagebuchschreiberin                                                                                            | 24    |       |
|           | Friedrich Bräuninger                          | deutscher Bibliothekar | 43    |       |
|           | Percy Brigl                                   | deutscher Hochschullehrer für Agrarchemie, Rektor der Landwirtschaftlichen Hochschule Hohenheim                                    | 59    |       |
|           | Bruno Brodniewicz                             | deutscher Funktionshäftling und Häftling im KZ Auschwitz                                                                           | 49    |       |
|           | Josef Čapek                                   | tschechischer Maler und Schriftsteller                                                                                             | 58    |       |
|           | Arthur Dizier                                 | belgischer Widerstandskämpfer gegen den Nationalsozialismus                                                                        | 25    |       |
|           | Gerhart Drabsch                               | deutscher Schriftsteller | 42    |       |
|           | Johannes Dürkop                               | deutscher Kunsthistoriker | 39    |       |
|           | Hans Engel                                    | deutscher Jurist und Politiker | 57    |       |
|           | Jacques Feldbau                               | französischer Mathematiker | 30    |       |
|           | Werner Fischer                                | deutscher Kommunist und Widerstandskämpfer gegen den Nationalsozialismus                                                           |       |       |
|           | Werner Fischer                                | deutscher Serologe | 49    |       |
|           | Ernst Gäßler                                  | deutscher Politiker (KPD), MdL Baden, Bauernfunktionär                                                                             | 55    |       |
|           | Hans Glaser                                   | deutscher Jurist, Widerstandskämpfer und KZ-Häftling                                                                               | 35    |       |
|           | Johann Grahsl                                 | österreichischer römisch-katholischer Priester                                                                                     | 57    |       |
|           | Curt Hasenpflug                               | deutscher Jazz- und Unterhaltungsmusiker                                                                                           | 41    |       |
|           | Wolfgang Herrmann                             | deutscher Bibliothekar und Nationalsozialist                                                                                       | 41    |       |
|           | Heinz Hesemann                                | deutscher Landrat | 34    |       |
|           | Paul Hinkler                                  | deutscher SA-Gruppenführer | 52    |       |
|           | Wilhelm Hoff                                  | deutscher Luftfahrtforscher | 61    |       |
|           | Toni Huppertz                                 | deutscher Drehbuchautor und Regisseur                                                                                              | 44    |       |
|           | Walter Jerven                                 | deutscher Regisseur und Autor | 55    |       |
|           | Fritz Kern                                    | deutscher Politiker (NSDAP), MdR                                                                                                   | 42    |       |
|           | Heinrich Kerpel                               | deutscher Widerstandskämpfer gegen den Nationalsozialismus                                                                         | 41    |       |
|           | Mita Klima                                    | österreichische Tennisspielerin |       |       |
|           | Arthur Kobus                                  | deutscher Generalleutnant im Zweiten Weltkrieg                                                                                     | 66    |       |
|           | Edmond Kramer                                 | Schweizer Fußballspieler | 39    |       |
|           | Sándor Kuti                                   | ungarischer Komponist | 36    |       |
|           | Rudolf Lencer                                 | deutscher Funktionär und Politiker (NSDAP)                                                                                         | 43    |       |
|           | Fritz Lewerentz                               | deutscher Politiker (SPD), MdL | 66    |       |
|           | Mladen Lorković                               | kroatischer Politiker | 36    |       |
|           | Arthur Nagel                                  | deutscher Politiker (SPD, KPD), MdR                                                                                                | 54    |       |
|           | Karl Nüchterlein                              | deutscher Mechaniker | 41    |       |
|           | Kurt Prietzel                                 | deutscher Polizist und SS-Führer                                                                                                   |       |       |
|           | Friedrich von Rabenau                         | deutscher Offizier und Theologe | 60    |       |
|           | Franz Reetz                                   | deutscher Binnenschiffer und Widerstandskämpfer gegen den Nationalsozialismus                                                      | 61    |       |
|           | Wilhelm Franz Reuss                           | deutscher Dirigent und Komponist                                                                                                   | 59    |       |
|           | Arthur Rödl                                   | deutscher SS-Führer und Lagerkommandant des KZ Groß-Rosen                                                                          | 46    |       |
|           | Walter Rosenberg                              | deutscher Bildhauer und Künstler                                                                                                   | 62    |       |
|           | Yvonne Rudellat                               | französische Agentin des SOE | 48    |       |
|           | Arno Schickedanz                              | deutsch-baltischer Diplomat und Politiker (NSDAP), MdR                                                                             | 52    |       |
|           | Hans Schmidt-Leonhardt                        | deutscher NS-Funktionär, Fachmann für Presserecht im Dritten Reich                                                                 | 58    |       |
|           | Hugo Simon                                    | deutscher Widerstandskämpfer | 36    |       |
|           | Aline Söther                                  | deutsche Frau, Opfer des Nationalsozialismus                                                                                       | 21    |       |
|           | Theodor Steche                                | deutscher Germanist und Esperantist                                                                                                | 49    |       |
|           | Richard Thun                                  | deutscher Agrikulturchemiker | 46    |       |
|           | Fritz Wehmeier                                | deutscher Politiker (NSDAP), MdR                                                                                                   | 47    |       |
|           | Otto Wrede                                    | deutscher Musikverleger | 62    |       |
|           | Horst Wulff                                   | deutscher Nationalsozialist und Gebietskommissar                                                                                   | 37    |       |
|           | Rudolf von Zwerger                            | deutscher Geologe (Erdölgeologie) und Geophysiker                                                                                  | 42    |       |

## Mai
| Tag     | Name                                 | Beruf, bekannt als | Alter | Beleg |
| ------- | ------------------------------------ | --- | ----- | ----- |
| 1. Mai  | Alwin-Broder Albrecht                | deutscher Marineoffizier | 41    |       |
| 1. Mai  | Wilhelm Bock                         | deutscher Gestapo-Mitarbeiter, SS-Führer und Täter des Holocaust                                                                           | 41    |       |
| 1. Mai  | Georg Bonne                          | deutscher Arzt | 85    |       |
| 1. Mai  | Heinrich Brüne                       | deutscher Maler | 75    |       |
| 1. Mai  | Wilhelm Burgdorf                     | deutscher General der Infanterie und Chefadjutant des Oberkommandos der Wehrmacht bei Adolf Hitler                                         | 50    |       |
| 1. Mai  | Wilhelm Decker                       | deutscher Politiker (NSDAP), MdR und Publizist                                                                                             | 45    |       |
| 1. Mai  | C. von Dornau                        | deutsche Schriftstellerin | 78    |       |
| 1. Mai  | Georg Eisenberger                    | deutscher Politiker (Bayerischen Bauernbundes), MdR                                                                                        | 82    |       |
| 1. Mai  | Wilhelm Faupel                       | deutscher Militär und Diplomat | 71    |       |
| 1. Mai  | Wilhelm Gerstenberg                  | deutscher Generalmajor | 82    |       |
| 1. Mai  | Joseph Goebbels                      | deutscher Politiker (NSDAP), MdR, MdL, Reichsminister für Volksaufklärung und Propaganda                                                   | 47    |       |
| 1. Mai  | Magda Goebbels                       | deutsche Industriellengattin, spätere Ehefrau von Joseph Goebbels                                                                          | 43    |       |
| 1. Mai  | Robert Grabow                        | deutscher Politiker (DNVP) | 59    |       |
| 1. Mai  | Hermann Heinzel                      | deutscher Fußballspieler | 35    |       |
| 1. Mai  | Gerhard de Jonge                     | deutscher Eisenbahn-Bauingenieur, Baubeamter und Hochschullehrer                                                                           | 69    |       |
| 1. Mai  | Ernst Kienast                        | deutscher Beamter | 62    |       |
| 1. Mai  | Walther Koß                          | deutscher Redakteur, ehrenamtlicher Archivpfleger und Heimatforscher in Grimmen                                                            | 40    |       |
| 1. Mai  | Leopold Kotzmann                     | österreichischer Politiker | 60    |       |
| 1. Mai  | Hans Krebs                           | deutscher Offizier, zuletzt General der Infanterie und Generalstabschef des Heeres im Zweiten Weltkrieg                                    | 47    |       |
| 1. Mai  | René Lalique                         | französischer Unternehmer, Firmengründer, Schmuck- und Glaskünstler des Art Déco                                                           | 85    |       |
| 1. Mai  | Felix Landois                        | deutscher Chirurg und Hochschullehrer | 65    |       |
| 1. Mai  | Bernhard Möllers                     | deutscher Sanitätsoffizier, Bakteriologe und Hygieniker                                                                                    | 67    |       |
| 1. Mai  | Werner Ostendorff                    | deutscher Offizier, zuletzt SS-Gruppenführer der Waffen-SS und Chef des Stabes der SS-Verfügungsdivision im Zweiten Weltkrieg              | 41    |       |
| 1. Mai  | Joachim Pfannschmidt                 | deutscher evangelisch-lutherischer Geistlicher und Mitglied der Bekennenden Kirche                                                         | 48    |       |
| 1. Mai  | Albin Sawatzki                       | deutscher Betriebsleiter bei den Henschel-Werken                                                                                           | 35    |       |
| 1. Mai  | Winfried von der Schulenburg         | deutscher Generalleutnant im Zweiten Weltkrieg                                                                                             | 62    |       |
| 1. Mai  | Günther K. F. Schultze               | deutscher Gynäkologe und Leiter der Frauenklinik und Hebammenschule der Universität Greifswald                                             | 48    |       |
| 1. Mai  | Max Storfinger                       | deutscher römisch-katholischer Elektromonteur und Märtyrer                                                                                 | 41    |       |
| 1. Mai  | Hans Strube                          | deutscher Politiker (NSDAP), MdR | 34    |       |
| 1. Mai  | Ernst Uhsemann                       | deutscher Heimatforscher und Rektor | 62    |       |
| 1. Mai  | Walter Volgmann                      | deutscher Politiker (NSDAP), Oberbürgermeister von Rostock                                                                                 | 52    |       |
| 1. Mai  | Albrecht Wendhausen                  | deutscher Jurist, Rittergutsbesitzer und Politiker (CNBL), MdR                                                                             | 64    |       |
| 1. Mai  | Paul Wustrow                         | deutscher Zahnmediziner und Hochschullehrer                                                                                                | 54    |       |
| 2. Mai  | Egon Aghta                           | Hauptmann, Feuerwerker und Sprengkommandoführer der Wehrmacht während des Zweiten Weltkrieges                                              | 27    |       |
| 2. Mai  | Erich Bärenfänger                    | deutscher Offizier, Generalmajor im Zweiten Weltkrieg                                                                                      | 30    |       |
| 2. Mai  | Cláudio Filipe de Oliveira Basto     | portugiesischer Autor, Ethnograf, Romanist, Lusitanist und Dialektologe                                                                    | 58    |       |
| 2. Mai  | Martin Bormann                       | deutscher Politiker (NSDAP), MdR, Leiter der Parteikanzlei der NSDAP                                                                       | 44    |       |
| 2. Mai  | Wilhelm Braun                        | deutscher Bildhauer | 64    |       |
| 2. Mai  | Ernst Heinrich Brill                 | deutscher Dermatologe und Professor an der Universität Rostock                                                                             | 52    |       |
| 2. Mai  | Heinrich von Buol                    | österreichischer Manager | 65    |       |
| 2. Mai  | Max de Crinis                        | österreichisch-deutscher Psychiater und Neurologe                                                                                          | 55    |       |
| 2. Mai  | Erich Deter                          | deutscher NSDAP-Funktiomnär, Oberbürgermeister von Hamm                                                                                    | 51    |       |
| 2. Mai  | Erich Ernst                          | deutscher SA-Führer | 56    |       |
| 2. Mai  | Kurt Fricke                          | deutscher Marineoffizier, zuletzt Admiral im Zweiten Weltkrieg                                                                             | 55    |       |
| 2. Mai  | Walther Frieboes                     | deutscher Dermatologe und Hochschullehrer                                                                                                  | 64    |       |
| 2. Mai  | Karl Fritzsch                        | deutscher KZ-Aufseher und Kriegsverbrecher, führte Zyklon B zur Ermordung von Häftlingen ein                                               | 41    |       |
| 2. Mai  | Marianne Grunthal                    | deutsches NS-Opfer | 49    |       |
| 2. Mai  | Erich Hassenstein                    | deutscher Offizier, zuletzt Generalmajor im Zweiten Weltkrieg                                                                              | 50    |       |
| 2. Mai  | Franz Heissler                       | österreichischer Bergingenieur und Politiker                                                                                               | 76    |       |
| 2. Mai  | Walter Hewel                         | deutscher SS-Brigadeführer und Staatssekretär im Auswärtigen Amt                                                                           |       |       |
| 2. Mai  | Hermann Hillger                      | deutscher Verleger, Landwirt und Politiker (Deutschnationale Volkspartei)                                                                  | 79    |       |
| 2. Mai  | Ernst Hermann Himmler                | deutscher NS-Funktionär, Ingenieur und jüngerer Bruder des Reichsführers SS Heinrich Himmler                                               | 39    |       |
| 2. Mai  | Karel Hiršl                          | tschechoslowakischer Student und Widerstandskämpfer                                                                                        | 22    |       |
| 2. Mai  | Peter Högl                           | deutscher SS-Obersturmführer und Kriminaldirektor des Reichssicherheitsdienstes                                                            | 47    |       |
| 2. Mai  | Erich Hüttenhein                     | deutscher Verwaltungsjurist | 56    |       |
| 2. Mai  | Heinz Ihlert                         | deutscher nationalsozialistischer Kultur- und Kommunalpolitiker                                                                            | 51    |       |
| 2. Mai  | Kurt Jagow                           | deutscher Historiker und Archivar | 54    |       |
| 2. Mai  | Nelson Kinsley                       | US-amerikanischer Landschaftsmaler | 81    |       |
| 2. Mai  | Matthias Kleinheisterkamp            | deutscher Offizier, SS-Obergruppenführer und General der Waffen-SS im Zweiten Weltkrieg                                                    | 51    |       |
| 2. Mai  | Kurt Klipp                           | deutscher SS-Obersturmführer in Konzentrationslagern                                                                                       | 37    |       |
| 2. Mai  | Katharina Kloss                      | deutsche Lehrerin und Politikerin (DDP) | 77    |       |
| 2. Mai  | Eberhard Knopf                       | deutscher Schmied, Gastwirt und Kinobetreiber                                                                                              | 87    |       |
| 2. Mai  | Paul Korff                           | deutscher Architekt | 69    |       |
| 2. Mai  | Friedo Lampe                         | deutscher Schriftsteller, Bibliothekar und Verlagslektor                                                                                   | 45    |       |
| 2. Mai  | Erich Lindemann                      | deutscher Phykologe | 56    |       |
| 2. Mai  | Constanze Manziarly                  | österreichisch-griechische Diätassistentin                                                                                                 | 25    |       |
| 2. Mai  | Walther Mathesius                    | deutscher Eisenhüttenkundler, Metallurge und Hochschulrektor                                                                               | 85    |       |
| 2. Mai  | Max Mensing                          | deutscher Refrainsänger und Schauspieler                                                                                                   | 58    |       |
| 2. Mai  | Tom Moffitt                          | US-amerikanischer Hochspringer | 61    |       |
| 2. Mai  | Konrad Nussbaum                      | deutscher Polizeibeamter | 51    |       |
| 2. Mai  | Frieda von Oppeln                    | deutsche Autorin | 78    |       |
| 2. Mai  | Wilhelm Prentzel                     | deutscher Marineoffizier, zuletzt Admiral im Zweiten Weltkrieg                                                                             | 66    |       |
| 2. Mai  | Waldemar von Preußen                 | deutscher Offizier und Großgrundbesitzer                                                                                                   | 56    |       |
| 2. Mai  | Willy Röpcke                         | deutscher Jurist und Kommunalpolitiker | 65    |       |
| 2. Mai  | Franz Schädle                        | deutscher SS-Offizier | 38    |       |
| 2. Mai  | Kurt Schubert                        | deutscher Komponist, Pianist und Klavierpädagoge                                                                                           | 53    |       |
| 2. Mai  | Hans Schwedler                       | deutscher SS-Brigadeführer und Generalmajor                                                                                                | 66    |       |
| 2. Mai  | Martin Seidel                        | deutscher Politiker (NSDAP), MdR und SA-Führer                                                                                             | 46    |       |
| 2. Mai  | Joachim von Siegroth                 | deutscher Offizier, zuletzt Generalmajor im Zweiten Weltkrieg                                                                              | 48    |       |
| 2. Mai  | Rudolf Singule                       | österreichischer U-Boot-Kommandant | 62    |       |
| 2. Mai  | Joachim Stach                        | deutscher Polizist und SS-Führer | 48    |       |
| 2. Mai  | Walter Stubbendorff                  | deutscher Rittergutsbesitzer und Politiker (DNVP), MdR                                                                                     | 57    |       |
| 2. Mai  | Ludwig Stumpfegger                   | deutscher Mediziner, Begleitarzt im Stab des Reichskanzlers                                                                                | 34    |       |
| 2. Mai  | Hans Tägert                          | deutscher Rechtshistoriker und Marineoffizier                                                                                              | 36    |       |
| 2. Mai  | Eduard Weiter                        | deutscher KZ-Kommandant von Dachau | 55    |       |
| 2. Mai  | Heinrich Wolfer                      | österreichischer Psychiater und Erbarzt |       |       |
| 2. Mai  | Isidor Wozniczak                     | österreichischer Hotelier und sozialdemokratischer Widerstandskämpfer                                                                      | 53    |       |
| 2. Mai  | Joachim Ziegler                      | deutscher General im Zweiten Weltkrieg | 40    |       |
| 3. Mai  | Werner Altendorf                     | deutscher Politiker (NSDAP), MdR, MdL | 38    |       |
| 3. Mai  | Felix von Amsberg                    | deutscher Verwaltungs- und Hofbeamter | 69    |       |
| 3. Mai  | Dietloff von Arnim                   | deutscher Kommunalpolitiker | 69    |       |
| 3. Mai  | Walter Aßmus                         | deutscher Redakteur | 55    |       |
| 3. Mai  | Fritz Bischoff                       | deutscher Kommunist und Widerstandskämpfer                                                                                                 | 44    |       |
| 3. Mai  | Walter Block                         | deutscher Kommunist und Antifaschist | 41    |       |
| 3. Mai  | Heinrich Bock                        | deutscher Politiker (SPD) und Widerstandskämpfer gegen das NS-Regime                                                                       | 46    |       |
| 3. Mai  | Bernhard A. Böhmer                   | deutscher Bildhauer, Maler und Kunsthändler                                                                                                | 52    |       |
| 3. Mai  | Robert Duterque                      | französischer Widerstandskämpfer | 38    |       |
| 3. Mai  | Heinrich Eggerstedt                  | deutscher Architekt | 40    |       |
| 20. Mai | Franz Müller                         | deutscher Landrat | 58    |       |
| 3. Mai  | Karl Ferlemann                       | deutscher Politiker (KPD) | 43    |       |
| 3. Mai  | Karl Fick                            | deutscher sozialdemokratischer Politiker                                                                                                   | 63    |       |
| 3. Mai  | Adalbert Forstreuter                 | deutscher Schuldirektor und Autor | 58    |       |
| 3. Mai  | Friedrich Frerichs                   | deutscher sozialdemokratischer Politiker                                                                                                   | 63    |       |
| 3. Mai  | Hans Frick                           | deutscher Verwaltungsjurist | 33    |       |
| 3. Mai  | Arthur Georgi senior                 | deutscher Verlagsbuchhändler | 79    |       |
| 3. Mai  | Erich Hasse                          | deutscher Beamter und Politiker (NSDAP), MdR                                                                                               | 47    |       |
| 3. Mai  | Hugo Henke                           | deutscher kommunistischer Politiker | 56    |       |
| 3. Mai  | Franz Xaver Holzhey                  | deutscher Hauptmann | 59    |       |
| 3. Mai  | Josef Knau                           | deutscher Silberschmied und Widerstandskämpfer gegen den Nationalsozialismus                                                               | 48    |       |
| 3. Mai  | Hans Krecke                          | deutscher Architekt und Beamter | 65    |       |
| 3. Mai  | Ernst Lehmann                        | deutscher Politiker (SPD), engagierte sich im Widerstand gegen den Nationalsozialismus                                                     | 37    |       |
| 3. Mai  | Wilhelm Mentrup                      | deutscher Verwaltungsinspektor | 68    |       |
| 3. Mai  | Heinrich Niedergesäss                | deutscher Buchdrucker | 62    |       |
| 3. Mai  | Ottomar Otto                         | Kriminalrat und als SS-Sturmbannführer Leiter der Staatspolizeileitstelle Nürnberg                                                         | 53    |       |
| 3. Mai  | Anton Rettenbacher                   | österreichischer Widerstandskämpfer gegen den Nationalsozialismus                                                                          | 23    |       |
| 3. Mai  | Max Richter                          | deutscher Gewerkschafter und Politiker (SPD), MdR                                                                                          | 63    |       |
| 3. Mai  | Walter Ruppin                        | deutscher Politiker (NSDAP), MdR | 59    |       |
| 3. Mai  | Albert Sauer                         | Lagerkommandant des KZ Mauthausen | 46    |       |
| 3. Mai  | Karl Schmidt                         | deutscher Widerstandskämpfer gegen den Nationalsozialismus                                                                                 | 42    |       |
| 3. Mai  | Otto Schumann                        | deutscher Politiker (SPD), MdHB und Widerstandskämpfer gegen das NS-Regime                                                                 | 56    |       |
| 3. Mai  | Max Sellheim                         | deutscher Politiker (KPD), Gewerkschafter und Widerstandskämpfer                                                                           | 61    |       |
| 3. Mai  | Friedrich Tscharmann                 | deutscher SS-Brigadeführer und Generalmajor der Waffen-SS                                                                                  | 73    |       |
| 3. Mai  | Henning von Vieregge                 | deutscher Offizier und paramilitärischer Aktivist                                                                                          | 72    |       |
| 4. Mai  | Hans Avé-Lallemant                   | deutscher Unternehmensleiter | 56    |       |
| 4. Mai  | Konrad Barde                         | deutscher Offizier, zuletzt Generalmajor im Zweiten Weltkrieg                                                                              | 47    |       |
| 4. Mai  | Fedor von Bock                       | deutscher Offizier, zuletzt Generalfeldmarschall, Oberbefehlshaber einer Heeresgruppe im Zweiten Weltkrieg                                 | 64    |       |
| 4. Mai  | John Borg                            | maltesischer Botaniker | 71    |       |
| 4. Mai  | Karl Dannemann                       | deutscher Maler und Filmschauspieler | 49    |       |
| 4. Mai  | Alexander von Domarus                | deutscher Mediziner | 63    |       |
| 4. Mai  | Erich Finke                          | deutscher Internist | 40    |       |
| 4. Mai  | Harald Geppert                       | deutscher Mathematiker | 43    |       |
| 4. Mai  | Annick van Hardeveld                 | niederländische Widerstandskämpferin | 21    |       |
| 4. Mai  | Heinrich Horstmann                   | deutscher Weltumradler, Kaufmann und Autor                                                                                                 | 70    |       |
| 4. Mai  | Peter Hütgens                        | deutscher Politiker (NSDAP), MdR | 53    |       |
| 4. Mai  | Károly Kampmann                      | deutscher Politiker (NSDAP), MdR | 43    |       |
| 4. Mai  | Gustav Kastner-Kirdorf               | deutscher Offizier, zuletzt General der Flieger im Zweiten Weltkrieg                                                                       | 64    |       |
| 4. Mai  | Joan Baptista Lambert i Caminal      | katalanischer Musikpädagoge, Organist und Komponist                                                                                        | 60    |       |
| 4. Mai  | Georg Lang von Langen                | deutscher Verwaltungsbeamter | 77    |       |
| 4. Mai  | Wilhelm von Oertzen                  | deutscher Gutsbesitzer, Gründer der Herrengesellschaft Mecklenburg                                                                         | 61    |       |
| 4. Mai  | Roland Paris                         | deutscher Bildhauer des Art déco | 51    |       |
| 4. Mai  | Ernst Polsterer                      | österreichischer Mühlenbesitzer und Feuerwehrfunktionär                                                                                    | 58    |       |
| 4. Mai  | Hans Rose                            | deutscher Kunsthistoriker | 57    |       |
| 4. Mai  | Richard Rössler                      | österreichischer Arzt und Pharmakologe | 47    |       |
| 4. Mai  | Helene Schmitz                       | deutsche Politikerin (SPD), MdL | 71    |       |
| 4. Mai  | Georg Thöne                          | deutscher Politiker (SPD), MdR | 78    |       |
| 4. Mai  | Walter Weiler                        | Schweizer Fußballspieler | 41    |       |
| 4. Mai  | Gustav von Wulffen                   | deutscher Generalmajor und SS-Brigadeführer                                                                                                | 67    |       |
| 5. Mai  | Andreas Bolek                        | österreichischer Politiker (NSDAP), MdR, Gauleiter                                                                                         | 51    |       |
| 5. Mai  | Friedrich Büchsel                    | evangelischer Theologe | 61    |       |
| 5. Mai  | George Cary                          | US-amerikanischer Architekt | 86    |       |
| 5. Mai  | Tytus Czyżewski                      | polnischer Maler, Dichter und Kunstkritiker                                                                                                | 64    |       |
| 5. Mai  | Werner Daitz                         | deutscher Chemiker, Unternehmer, Politiker (NSDAP), MdR, Ökonom der NSDAP                                                                  | 60    |       |
| 5. Mai  | Otto-Heinrich Drechsler              | Bürgermeister von Lübeck und Generalkommissar von Lettland                                                                                 | 50    |       |
| 5. Mai  | Ernst Eigenberger                    | tschechoslowakischer Chemiker und Hochschullehrer                                                                                          | 45    |       |
| 5. Mai  | Josef Gangl                          | deutscher Offizier, zuletzt Major im Zweiten Weltkrieg                                                                                     | 34    |       |
| 5. Mai  | Anton Giger                          | österreichischer Politiker | 60    |       |
| 5. Mai  | Wilhelm Gundel                       | deutscher Klassischer Philologe | 64    |       |
| 5. Mai  | Hans Günther                         | deutscher SS-Sturmbannführer und Leiter der „Zentralstelle für jüdische Auswanderung“ in Prag                                              | 34    |       |
| 5. Mai  | Franz Hofer                          | deutscher Filmregisseur | 62    |       |
| 5. Mai  | Waldemar Klepke                      | deutscher Offizier, zuletzt General der Flieger im Zweiten Weltkrieg                                                                       | 62    |       |
| 5. Mai  | Fritz Kliem                          | deutscher Mathematikhistoriker | 57    |       |
| 5. Mai  | Heinrich Wilhelm Kranz               | deutscher Augenarzt, Hochschullehrer und Rassenhygieniker                                                                                  | 47    |       |
| 5. Mai  | Rudolf Lonauer                       | österreichischer Mediziner, Gutachter der Aktion T4, Leiter der NS-Tötungsanstalt Hartheim                                                 | 38    |       |
| 5. Mai  | Heinz Mellmann                       | deutscher Graphiker und Märchenillustrator                                                                                                 | 31    |       |
| 5. Mai  | Emanuel Moravec                      | tschechischer Militär, Buchautor und Kollaborateur                                                                                         | 52    |       |
| 5. Mai  | Fritz Nobe                           | deutscher Admiralstabsintendant der Kriegsmarine                                                                                           | 64    |       |
| 5. Mai  | Paul Pelseneer                       | belgischer Zoologe | 81    |       |
| 5. Mai  | Hans Petri                           | deutscher Offizier, zuletzt General der Infanterie im Zweiten Weltkrieg                                                                    | 67    |       |
| 5. Mai  | Josef Planke                         | deutscher Oberforstmeister und Opfer des Nationalsozialismus                                                                               | 68    |       |
| 5. Mai  | Karl Friedrich Scheid                | deutscher Psychiater und Neurologe | 38    |       |
| 6. Mai  | Richard Aster                        | deutscher SA-Führer | 45    |       |
| 6. Mai  | Gerhard Bock                         | deutscher Sportschütze | 66    |       |
| 6. Mai  | Helmut Böhme                         | deutscher Politiker (NSDAP), MdR | 42    |       |
| 6. Mai  | Karl Bombach                         | deutscher Politiker (NSDAP), MdR, MdL | 53    |       |
| 6. Mai  | Otto Herzog                          | deutscher Politiker (NSDAP), MdR, SA-Obergruppenführer                                                                                     | 44    |       |
| 6. Mai  | Walther Hille                        | deutscher Jurist, Polizist und SS-Führer                                                                                                   | 50    |       |
| 6. Mai  | Karl Hoffmann                        | deutscher Konteradmiral der Kriegsmarine                                                                                                   | 49    |       |
| 6. Mai  | Asmus Jepsen                         | Opfer der NS-Militärjustiz im Sonderbereich Mürwik                                                                                         | 43    |       |
| 6. Mai  | Otto Ernst Lang                      | deutscher Widerstandskämpfer gegen den Faschismus                                                                                          | 37    |       |
| 6. Mai  | Franz Mair                           | österreichischer Gymnasialprofessor und Widerstandskämpfer in der NS-Zeit                                                                  | 34    |       |
| 6. Mai  | Werner von Noorden                   | deutscher Internist | 84    |       |
| 6. Mai  | Theodor Oppermann                    | deutscher Politiker (NSDAP), MdR | 55    |       |
| 6. Mai  | Karl Pütz                            | deutscher Jurist, Polizist, SS-Führer und Kriegsverbrecher                                                                                 | 34    |       |
| 6. Mai  | Friedrich Rammensee                  | Fabrikbesitzer, Kommerzienrat, Kommunalpolitiker und Verwaltungsjurist                                                                     | 66    |       |
| 6. Mai  | Eugen Rippl                          | tschechischer Slawist und Professor an der Karl-Ferdinands-Universität in Prag                                                             | 56    |       |
| 6. Mai  | Otto Satzinger                       | österreichischer Wasserspringer | 66    |       |
| 6. Mai  | Fritz Seidler                        | deutscher SS-Hauptsturmführer und Schutzhaftlagerführer                                                                                    | 37    |       |
| 6. Mai  | August Stockelmann                   | deutscher Tierarzt und Verwaltungsbeamter                                                                                                  | 44    |       |
| 6. Mai  | Kurt Wille                           | deutscher Verwaltungsjurist und Ministerialbeamter                                                                                         | 51    |       |
| 7. Mai  | Louis Adlon                          | deutscher Hotelier | 70    |       |
| 7. Mai  | Kurt Albrecht                        | deutscher Psychiater, Neurologe und Hochschullehrer                                                                                        | 50    |       |
| 7. Mai  | Carl Erdmann                         | deutscher Historiker und Mediävist | 46    |       |
| 7. Mai  | August Faust                         | deutscher Philosoph | 49    |       |
| 7. Mai  | Otto Haeckel                         | deutscher Pressefotograf | 72    |       |
| 7. Mai  | Reinhold Heller                      | deutscher SS-Obersturmbannführer und Polizeipräsident von Potsdam                                                                          | 59    |       |
| 7. Mai  | Julius Hewera                        | deutscher römisch-katholischer Geistlicher und Märtyrer                                                                                    | 45    |       |
| 7. Mai  | Richard von Hoff                     | Pädagoge, Politiker (NSDAP), Bremer Senator                                                                                                | 64    |       |
| 7. Mai  | Ernst Otto Horn                      | deutscher Numismatiker, Kaufmann und Kunstsammler                                                                                          | 64    |       |
| 7. Mai  | Johann Jaenichen                     | deutscher Bildhauer | 71    |       |
| 7. Mai  | Karl Alfons Jurasky                  | österreichischer Geologe | 41    |       |
| 7. Mai  | Georg Küntzel                        | deutscher Historiker | 74    |       |
| 7. Mai  | Franz Langheinrich                   | deutscher Erzähler und Lyriker | 80    |       |
| 7. Mai  | Herbert Newby McCoy                  | US-amerikanischer Chemiker | 74    |       |
| 7. Mai  | Adolf Pascher                        | böhmischer Botaniker | 63    |       |
| 7. Mai  | Karl Ferdinand Edler von der Planitz | preußischer Verwaltungsjurist und Regierungspräsident                                                                                      | 51    |       |
| 7. Mai  | Jakob Sprenger                       | deutscher Politiker (NSDAP), MdR | 60    |       |
| 7. Mai  | Karl Straßmayr                       | österreichischer Politiker (NSDAP), Landtagsabgeordneter, MdR und SA-Führer                                                                | 48    |       |
| 7. Mai  | Leopold Wiesner                      | deutscher Verwaltungsbeamter und Manager                                                                                                   | 68    |       |
| 8. Mai  | Adam Abel                            | deutscher Kunsthistoriker, Schriftsteller, Bildhauer und Maler                                                                             | 59    |       |
| 8. Mai  | Sri Ananda Acharya                   | indischer Philosophieprofessor, Yogi, Guru und Poet                                                                                        | 63    |       |
| 8. Mai  | Hansi Arnstaedt                      | deutsche Theater- und Filmschauspielerin als auch Tänzerin                                                                                 | 66    |       |
| 8. Mai  | Ernst-Günther Baade                  | deutscher Offizier, zuletzt Generalleutnant im Zweiten Weltkrieg                                                                           | 47    |       |
| 8. Mai  | Georg Bachmayer                      | deutscher SS-Hauptsturmführer und Schutzhaftlagerführer im KZ Mauthausen                                                                   | 31    |       |
| 8. Mai  | Otto Freiherr von Brandenstein       | deutscher Generalleutnant | 79    |       |
| 8. Mai  | Francis Bruguière                    | US-amerikanischer Photograph | 65    |       |
| 8. Mai  | Hans Duffner                         | deutscher Schriftsteller und SD-Agent | 36    |       |
| 8. Mai  | Heinz Ehaus                          | deutscher Jurist und Gestapomitarbeiter | 39    |       |
| 8. Mai  | Eduard Einschlag                     | deutscher Maler und Radierer | 66    |       |
| 8. Mai  | Leopold Ellerbeck                    | deutscher Bauingenieur | 73    |       |
| 8. Mai  | Rainer Fetscher                      | österreichisch-deutscher Mediziner | 49    |       |
| 8. Mai  | Jindřich Freiwald                    | tschechischer Architekt | 54    |       |
| 8. Mai  | Paul Giesler                         | deutscher Politiker (NSDAP), MdR, Bayerischer Ministerpräsident (1942–1945)                                                                | 49    |       |
| 8. Mai  | Eugen Gildemeister                   | deutscher Bakteriologe der im KZ Buchenwald an der Durchführung von Fleckfieberversuchen an Häftlingen beteiligt war                       | 66    |       |
| 8. Mai  | Hugo Jury                            | österreichischer Arzt und Politiker (NSDAP), Mitglied des Reichstags                                                                       | 57    |       |
| 8. Mai  | Wilhelm Kraft                        | Gemeindevorsteher in Haßlinghausen und Opfer des NS-Regimes                                                                                | 60    |       |
| 8. Mai  | Johann Kühn                          | deutscher SPD-Funktionär und Naziopfer | 48    |       |
| 8. Mai  | Karl Friedrich Kühn                  | deutsch-böhmischer Architekt, Denkmalpfleger und Kunsthistoriker                                                                           | 61    |       |
| 8. Mai  | Hugo Küttner                         | deutscher Unternehmer, Kunstseideproduzent in Pirna                                                                                        | 66    |       |
| 8. Mai  | Volkmar Lachmann                     | deutscher Schriftsteller | 23    |       |
| 8. Mai  | Fritz Lohmeyer                       | sozialdemokratischer Widerstandskämpfer in der „Sozialistischen Front“ in Hannover, Hauptverteiler der illegalen „Sozialistischen Blätter“ | 54    |       |
| 8. Mai  | Georg Lohr                           | deutscher Architekt und Oberbaurat | 83    |       |
| 8. Mai  | Paul Mallach                         | deutscher Landwirt, Gutsbesitzer und Politiker (Zentrum), MdL                                                                              | 78    |       |
| 8. Mai  | Vincent Mercier                      | belgischer römisch-katholischer Geistlicher und Märtyrer                                                                                   | 36    |       |
| 8. Mai  | Hermann Müller-John                  | deutscher Musikdirektor des Musikkorps der Leibstandarte SS „Adolf Hitler“ und Leibstandarten-Obermusikmeister                             | 50    |       |
| 8. Mai  | Friedrich Wilhelm Quintscher         | deutscher Okkultist, Ordensgründer und Schriftsteller                                                                                      | 61    |       |
| 8. Mai  | Wilhelm Redieß                       | deutscher Politiker (NSDAP), MdR, MdL, SS-Obergruppenführer und General der Polizei und Waffen-SS                                          | 44    |       |
| 8. Mai  | Bernhard Rust                        | deutscher Politiker, MdL, MdR, Reichserziehungsminister                                                                                    | 61    |       |
| 8. Mai  | Karl-Heinz Rux                       | deutscher Jurist und SS-Obersturmbannführer bei der Gestapo                                                                                | 37    |       |
| 8. Mai  | Albrecht Schmelt                     | deutscher Politiker (NSDAP), MdR, MdL | 45    |       |
| 8. Mai  | Ludwig Schmuck                       | deutscher Politiker (NSDAP), SA-Führer | 52    |       |
| 8. Mai  | Ludwig Schnorr von Carolsfeld        | deutscher Kunsthistoriker | 67    |       |
| 8. Mai  | Augustina Schumacher                 | Ordensgründerin der Nazarethschwestern vom heiligen Franziskus                                                                             | 58    |       |
| 8. Mai  | Leo Heinrich Skrbensky               | tschechoslowakischer Freidenker und Autor                                                                                                  | 40    |       |
| 8. Mai  | Reinhard Sunkel                      | deutscher Politiker (NSDAP), MdL | 45    |       |
| 8. Mai  | Josef Terboven                       | deutscher Politiker (NSDAP), MdR, Gauleiter, Reichskommissar im besetzten Norwegen                                                         | 46    |       |
| 8. Mai  | Wilhelm Weber                        | deutscher römisch-katholischer Geistlicher, Ordensmann, Missionar und Märtyrer                                                             | 40    |       |
| 8. Mai  | Friedrich Weller                     | tschechoslowakischer Politiker (SdP) | 64    |       |
| 8. Mai  | Johannes Ziekursch                   | deutscher Historiker | 68    |       |
| 8. Mai  | Wilhelm Zinsser                      | deutscher Mediziner, Offizier und Politiker (NSDAP)                                                                                        | 50    |       |
| 9. Mai  | Gustav Becking                       | deutscher Musikwissenschaftler und Professor                                                                                               | 51    |       |
| 9. Mai  | Erpo von Bodenhausen                 | deutscher Generalleutnant im Zweiten Weltkrieg                                                                                             | 48    |       |
| 9. Mai  | Fritz Bracht                         | deutscher Politiker (NSDAP), MdR, MdL, Gauleiter von Oberschlesien                                                                         | 46    |       |
| 9. Mai  | Hans Dörries                         | deutscher Geograph und Hochschullehrer | 47    |       |
| 9. Mai  | Walter Findeisen                     | deutscher Meteorologe | 35    |       |
| 9. Mai  | Fritz Fink                           | deutscher Schriftsteller, Buchhändler, Antiquar und Heimatforscher von regionaler Bedeutung                                                | 51    |       |
| 9. Mai  | Walter Frank                         | deutscher nationalsozialistischer Historiker                                                                                               | 40    |       |
| 9. Mai  | Hans Freimark                        | deutscher Verlagsbuchhändler und Autor | 64    |       |
| 9. Mai  | Werner von Gilsa                     | deutscher Offizier, General und letzter Kampfkommandant von Dresden                                                                        | 56    |       |
| 9. Mai  | Günther Hinnenthal                   | deutscher Geistlicher, Pfarrer der Bekennenden Kirche                                                                                      | 42    |       |
| 9. Mai  | Hans Kammler                         | deutscher Architekt, SS-Obergruppenführer und General der Waffen-SS sowie Leiter von Bau- und Rüstungsprojekten im Dritten Reich           | 43    |       |
| 9. Mai  | Julius Kaspar                        | österreichischer Bürgermeister und Rechtsanwalt                                                                                            |       |       |
| 9. Mai  | Adolf Lucas                          | Landrat des Landkreises Solingen | 82    |       |
| 9. Mai  | Walter von Medem                     | deutscher Offizier, Journalist und SA-Führer                                                                                               | 58    |       |
| 9. Mai  | Emil Heinrich Meyer                  | deutscher Manager | 59    |       |
| 9. Mai  | Berend Roosen                        | deutscher Offizier und 1933/35 Polizeipräsident von Halle (Saale)                                                                          | 72    |       |
| 9. Mai  | Josef Šanta                          | tschechoslowakischer sozialdemokratischer Journalist und Politiker sowie Abgeordneter                                                      | 62    |       |
| 9. Mai  | Hans Schreyer                        | kommunistischer Politiker | 59    |       |
| 9. Mai  | Ernst Werner Techow                  | deutscher Attentäter | 43    |       |
| 9. Mai  | Friedrich Vogeler                    | deutscher Verwaltungsjurist und SA-Brigadeführer                                                                                           | 61    |       |
| 9. Mai  | Hans von Watter                      | deutscher Verwaltungsbeamter | 42    |       |
| 9. Mai  | Emil Weippert                        | deutscher Architekt | 66    |       |
| 9. Mai  | Otto Wobbe                           | deutscher Heimatforscher und Schriftsteller                                                                                                | 77    |       |
| 10. Mai | Richard Baltzer                      | deutscher Generalleutnant, Generalmajor der Landespolizei                                                                                  | 58    |       |
| 10. Mai | Fritz von Bose                       | deutscher Komponist | 79    |       |
| 10. Mai | Emile Brunet                         | belgischer Politiker | 81    |       |
| 10. Mai | Carl zu Castell-Castell              | deutscher Unternehmer und Offizier | 48    |       |
| 10. Mai | Friedrich Eggers                     | deutscher Politiker und Verwaltungsbeamter                                                                                                 | 77    |       |
| 10. Mai | Fritz Freitag                        | deutscher Offizier, zuletzt SS-Brigadeführer und Generalmajor der Waffen-SS und Polizei                                                    | 51    |       |
| 10. Mai | Richard Glücks                       | Leiter der Inspektion der Konzentrationslager                                                                                              | 56    |       |
| 10. Mai | Konrad Henlein                       | sudetendeutscher nationalsozialistischer Politiker und SS-Obergruppenführer                                                                | 47    |       |
| 10. Mai | Albert Karchow                       | deutscher Schauspieler | 78    |       |
| 10. Mai | Werner Körte                         | deutscher Kunsthistoriker | 40    |       |
| 10. Mai | Friedrich-Wilhelm Krüger             | deutscher SS-Obergruppenführer und General der Waffen-SS und der Polizei, deutscher Politiker (NSDAP), MdR                                 | 51    |       |
| 10. Mai | Otto Kuske                           | deutscher Maler | 58    |       |
| 10. Mai | Georg Meindl                         | österreichischer Wehrwirtschafts- und SS-Brigadeführer                                                                                     | 46    |       |
| 10. Mai | Peter van Pels                       | deutsches Opfer des Nationalsozialismus | 18    |       |
| 10. Mai | Ernst Perels                         | deutscher Historiker | 62    |       |
| 10. Mai | Heinz Roch                           | deutscher Politiker (NSDAP), MdR, MdL, SS-Oberführer sowie SS- und Polizeiführer                                                           | 40    |       |
| 10. Mai | Friedrich von Thurn und Taxis        | Großgrundbesitzer, K. u. K. Kammerherr und Oberstleutnant a. D.                                                                            | 73    |       |
| 10. Mai | Bruno Violet                         | deutscher evangelischer Theologe | 74    |       |
| 10. Mai | Fritz Wehrmann                       | deutscher Marinesoldat und Opfer der nationalsozialistischen Gewaltherrschaft                                                              | 25    |       |
| 10. Mai | Johanna van der Wissel               | niederländische Pianistin und Musikpädagogin                                                                                               | 77    |       |
| 10. Mai | František Žemlička                   | tschechischer Politiker, Realschullehrer und Theaterintendant                                                                              | 77    |       |
| 11. Mai | Wolfgang Bruhn                       | deutscher Kunsthistoriker | 58    |       |
| 11. Mai | John Rogers Commons                  | US-amerikanischer Ökonom und Soziologe | 82    |       |
| 11. Mai | Heinrich Fehlis                      | deutscher Jurist und SS-Führer, Befehlshaber der Sicherheitspolizei in Norwegen                                                            | 38    |       |
| 11. Mai | Zyrill Fischer                       | österreichischer Franziskanerpater und Widerstandskämpfer                                                                                  | 52    |       |
| 11. Mai | Adrian Gaertner                      | deutscher Bergbauingenieur | 68    |       |
| 11. Mai | Maria Paschalis Jahn                 | deutsch-polnische römisch-katholische Ordensschwester, Selige                                                                              | 29    |       |
| 11. Mai | Jonas Lie                            | norwegischer Nationalsozialist | 45    |       |
| 11. Mai | Stacia Napierkowska                  | französische Ballett- und Varieté-Tänzerin und Filmschauspielerin                                                                          | 53    |       |
| 11. Mai | Attilio Odero                        | italienischer Werft-Unternehmer und Senator                                                                                                | 91    |       |
| 11. Mai | William von Simpson                  | deutscher Schriftsteller | 64    |       |
| 11. Mai | Christian Weber                      | deutscher Politiker (NSDAP), MdR, SS-Brigadeführer, Münchener Ratsherr                                                                     | 61    |       |
| 11. Mai | Friedrich August Wirth               | deutscher Tierarzt und Funktionär der NSDAP                                                                                                | 61    |       |
| 12. Mai | Achmed Abdullah                      | US-amerikanischer Drehbuchautor und Schriftsteller russischer Abstammung                                                                   |       |       |
| 12. Mai | Robert Bischoff                      | US-amerikanischer Filmeditor | 46    |       |
| 12. Mai | Fédote Bourgasoff                    | russischer Kameramann | 55    |       |
| 12. Mai | Erik Erstad-Jørgensen                | dänischer Gartenarchitekt | 73    |       |
| 12. Mai | Julius Fromm                         | deutsch-jüdischer Erfinder, der als Fabrikant qualitativ überzeugender Kondome Marktführer wurde                                           | 62    |       |
| 12. Mai | Kurt Fuchs                           | deutsches Mann, Gerechte unter den Völkern                                                                                                 | 36    |       |
| 12. Mai | Claus Göttsche                       | Leiter des Judenreferats der Hamburger Gestapo                                                                                             | 45    |       |
| 12. Mai | Martin Hammitzsch                    | deutscher Architekt und Kommunalpolitiker                                                                                                  | 66    |       |
| 12. Mai | Adolf von Harnier                    | deutscher Jurist und Rechtsanwalt sowie Widerstandskämpfer gegen den Nationalsozialismus                                                   | 42    |       |
| 12. Mai | Adolf Hergenröder                    | deutscher Politiker (NSDAP), MdR | 48    |       |
| 12. Mai | Othmar Kallina                       | deutscher Politiker, Autor und Herausgeber in der Tschechoslowakei                                                                         | 55    |       |
| 12. Mai | Karoline von Österreich-Toskana      | Erzherzogin von Österreich, durch Heirat Prinzessin von Sachsen-Coburg und Gotha                                                           | 75    |       |
| 12. Mai | Leo Kok                              | niederländischer Dekorations- und Reklamemaler, Ausstatter, Kostüm- und Bühnenbildner und Opfer des Holocausts                             | 22    |       |
| 12. Mai | Paul Pappenheim                      | deutscher Zoologe und zweiter Direktor des Zoologischen Museums Berlin (1926–1938)                                                         | 66    |       |
| 12. Mai | Max von Pauer                        | deutscher Pianist | 78    |       |
| 12. Mai | August Perk                          | deutscher Widerstandskämpfer gegen den Nationalsozialismus                                                                                 | 47    |       |
| 12. Mai | Pankratius Pfeiffer                  | deutscher Salvatorianer-Pater | 72    |       |
| 12. Mai | Rudolf Schittenhelm                  | deutscher Politiker (NSDAP), MdR | 47    |       |
| 12. Mai | Martin Sihle                         | lettischer Internist | 82    |       |
| 12. Mai | Martin Spahn                         | deutscher Historiker und Politiker (Zentrum, DNVP, NSDAP), MdR                                                                             | 70    |       |
| 12. Mai | Magda Trott                          | deutsche Schriftstellerin und Frauenrechtlerin                                                                                             | 65    |       |
| 12. Mai | Karl Theodor Weiß                    | deutscher Papierhistoriker und Wasserzeichenforscher                                                                                       | 73    |       |
| 13. Mai | Elly Abeking                         | deutsche Malerin | 69    |       |
| 13. Mai | Oscar Almgren                        | schwedischer Prähistoriker | 75    |       |
| 13. Mai | Fritz Amreich                        | deutscher Politiker (NSDAP), MdR | 49    |       |
| 13. Mai | Erich Band                           | deutscher Dirigent und Komponist | 69    |       |
| 13. Mai | Rainer Beck                          | letztes bekanntgewordenes Opfer der NS-Militärjustiz                                                                                       | 28    |       |
| 13. Mai | Ewald Dost                           | deutscher Politiker (NSDAP), MdR und Oberbürgermeister der Stadt Zwickau                                                                   | 48    |       |
| 13. Mai | Abel Egede                           | grönländischer Landesrat | 65    |       |
| 13. Mai | Bernard Essers                       | niederländischer Grafiker, Radierer und Holzschneider                                                                                      | 52    |       |
| 13. Mai | Georg Günther                        | österreichischer Manager | 75    |       |
| 13. Mai | Sophie Hauser                        | Schweizer Malerin, Grafikerin und Exlibriskünstlerin                                                                                       | 72    |       |
| 13. Mai | Albert Jodlbauer                     | deutscher Mediziner, Pharmakologe und Toxikologe                                                                                           | 74    |       |
| 13. Mai | Wolfgang Lüth                        | deutscher Marineoffizier, U-Boot-Kommandant im Zweiten Weltkrieg                                                                           | 31    |       |
| 13. Mai | Martin Luther                        | deutscher Unterstaatssekretär im Auswärtigen Amt                                                                                           | 49    |       |
| 13. Mai | Heinz Thilo                          | deutscher KZ-Arzt | 33    |       |
| 13. Mai | George Clapp Vaillant                | US-amerikanischer Ethnologe | 44    |       |
| 13. Mai | Max Zimmermann                       | deutscher Widerstandskämpfer gegen den Nationalsozialismus, Stadtverordneter in Dortmund und Arbeitersportaktivist                         | 57    |       |
| 14. Mai | Heinrich Delp                        | deutscher Politiker | 67    |       |
| 14. Mai | Kurd Eißfeldt                        | deutscher Forstwissenschaftler und SS-Führer                                                                                               | 44    |       |
| 14. Mai | Wilhelm Gemander                     | deutscher Jurist, Rittmeister und Sportschütze                                                                                             | 66    |       |
| 14. Mai | Heber J. Grant                       | 7. Präsident der Kirche Jesu Christi der Heiligen der Letzten Tage                                                                         | 88    |       |
| 14. Mai | Benedikt Kuner                       | deutscher Politiker (NSDAP) | 56    |       |
| 14. Mai | Wilhelm Murr                         | deutscher Politiker (NSDAP), MdR, Reichsstatthalter von Württemberg                                                                        | 56    |       |
| 14. Mai | Georges Roes                         | französischer Sportschütze | 56    |       |
| 14. Mai | Friedrich von Uslar-Gleichen         | deutscher Landrat | 63    |       |
| 14. Mai | Richard Walser                       | österreichischer Politiker (CSP), Landtagsabgeordneter zum Vorarlberger Landtag                                                            | 48    |       |
| 14. Mai | Wilhelm Werner                       | deutscher Marineoffizier, Politiker (NSDAP), MdR und SS-Führer                                                                             | 56    |       |
| 15. Mai | Kenneth J. Alford                    | britischer Komponist und Militärmusiker | 64    |       |
| 15. Mai | Heinrich Bichmann                    | deutscher Volkswirt und Politiker (NSDAP), MdR                                                                                             | 61    |       |
| 15. Mai | Walther Bierkamp                     | deutscher Jurist und SS- und Polizeifunktionär                                                                                             | 43    |       |
| 15. Mai | Theodor Heinrich Bongartz            | deutscher Leiter des Krematoriums im KZ Dachau, Mörder Georg Elsers                                                                        | 42    |       |
| 15. Mai | Johann-Heinrich Eckhardt             | deutscher Offizier, zuletzt Generalleutnant im Zweiten Weltkrieg                                                                           | 48    |       |
| 15. Mai | Johannes Fischer                     | deutscher Psychiater, der an der Aktion T4 beteiligt war                                                                                   | 63    |       |
| 15. Mai | Martin Groß                          | deutscher Politiker (NSDAP), MdR | 44    |       |
| 15. Mai | Friedrich Jansen                     | Weinhändler und Mordopfer | 61    |       |
| 19. Mai | John F. Carlson                      | US-amerikanischer Landschaftsmaler und Kunstpädagoge                                                                                       | 71    |       |
| 19. Mai | Fritz Kistner                        | deutscher Generalmajor der Wehrmacht | 51    |       |
| 15. Mai | Carl Küchler                         | deutscher Nordistik-Forscher und Reiseschriftsteller                                                                                       | 76    |       |
| 15. Mai | Gustav Ritter                        | deutscher Fabrikant und Schriftsteller | 77    |       |
| 15. Mai | August Stolberg                      | deutscher Kunsthistoriker, Geograph, Meteorologe                                                                                           | 81    |       |
| 15. Mai | Edoardo Teagno                       | italienischer Automobilrennfahrer | 43    |       |
| 15. Mai | Hermann Thorade                      | deutscher Meereskundler und Hochschullehrer                                                                                                | 64    |       |
| 15. Mai | Wiktor Alexandrowitsch Turin         | russischer Filmregisseur | 50    |       |
| 15. Mai | Reginald Urch                        | britischer Sprachlehrer, Schriftsteller und Zeitungskorrespondent                                                                          | 61    |       |
| 15. Mai | Charles Williams                     | englischer Fantasy-Schriftsteller | 58    |       |
| 16. Mai | Ferdinand Bernauer                   | deutscher Wissenschaftler und Hochschullehrer                                                                                              | 52    |       |
| 16. Mai | Wilhelm Berndt                       | deutscher Arzt, SS-Brigadeführer, Generalmajor der Waffen-SS, Leitender Arzt im SS-Sanitätswesen                                           | 55    |       |
| 16. Mai | Hashimoto Shintarō                   | Konteradmiral der Kaiserlich Japanischen Marine                                                                                            |       |       |
| 16. Mai | Fritz Hoopts                         | deutscher Schauspieler | 69    |       |
| 16. Mai | Harry Sundberg                       | schwedischer Fußballspieler | 47    |       |
| 16. Mai | Clemens von Wedel-Gödens             | deutscher Verwaltungsbeamter, Parlamentarier und Rittergutsbesitzer                                                                        | 78    |       |
| 17. Mai | Bobby Hutchins                       | US-amerikanischer Schauspieler | 20    |       |
| 17. Mai | Friedrich Hüttermann                 | deutscher römisch-katholischer Geistlicher, Steyler Missionar und Märtyrer                                                                 | 57    |       |
| 17. Mai | Josef Illing                         | sudetendeutscher Politiker | 49    |       |
| 17. Mai | Emil Mangold                         | deutscher Politiker und Oberbürgermeister von Saarbrücken                                                                                  | 78    |       |
| 17. Mai | Günther Patschowsky                  | deutscher Jurist, SD-Beamter und Regierungspräsident                                                                                       | 42    |       |
| 17. Mai | Friedrich Puchta                     | deutscher Politiker (SPD, USPD), MdR | 61    |       |
| 17. Mai | Armando Sales                        | brasilianischer Politiker | 57    |       |
| 17. Mai | Georg Wimmer                         | deutscher Agrikulturchemiker | 79    |       |
| 18. Mai | Vladimír Helfert                     | tschechischer Musikwissenschaftler, Pädagoge und Dirigent                                                                                  | 59    |       |
| 18. Mai | Martin Littmann                      | deutschschweizer Rabbiner | 80    |       |
| 18. Mai | Ernst Schambacher                    | Kriminaldirektor und Referatsleiter IV E 4 (Abwehr Nord) des Amtes IV (Gestapo) im Reichssicherheitshauptamt                               |       |       |
| 18. Mai | William Joseph Simmons               | US-amerikanischer Begründer des zweiten Ku-Klux-Klan                                                                                       | 65    |       |
| 18. Mai | Henning von Thadden                  | deutscher Offizier, zuletzt im Rang eines Generalleutnants                                                                                 | 46    |       |
| 19. Mai | Edward Borein                        | amerikanischer Radierer und Maler | 72    |       |
| 19. Mai | Philipp Bouhler                      | deutscher Politiker (NSDAP), MdR, Beauftragter für die Aktion T4                                                                           | 45    |       |
| 19. Mai | Gadient Engi                         | Schweizer Chemiker | 63    |       |
| 19. Mai | Martin Jordan                        | deutscher Politiker (NSDAP), MdR | 47    |       |
| 19. Mai | Fritz Alexander Kauffmann            | deutscher Lehrer und Schriftsteller | 53    |       |
| 19. Mai | Josef Kraft                          | österreichischer Archivar und Heimatforscher                                                                                               | 65    |       |
| 19. Mai | George Macartney                     | britischer Generalkonsul | 78    |       |
| 19. Mai | Frederick Simpson                    | kanadischer Marathonläufer | 67    |       |
| 19. Mai | Friedrich Steinhoff                  | deutscher Offizier der Kriegsmarine | 35    |       |
| 20. Mai | Albert Amrhein                       | deutscher Rugbyspieler | 74    |       |
| 20. Mai | Alois Beran-Polly                    | österreichischer Maler, Komponist und Autor                                                                                                | 60    |       |
| 20. Mai | Fritz Brather                        | deutscher Pädagoge, Schriftsteller und Heimatforscher                                                                                      | 64    |       |
| 20. Mai | Joseph Crimont                       | französisch-US-amerikanischer Geistlicher, Apostolischer Vikar von Alaska                                                                  | 87    |       |
| 20. Mai | Otto von Feldmann                    | deutscher Offizier und Politiker | 71    |       |
| 20. Mai | Alexander Jewgenjewitsch Fersman     | russisch-sowjetischer Mineraloge, Geochemiker und Kristallograph                                                                           | 61    |       |
| 20. Mai | Richard Gregg                        | irischer Hockeyspieler | 61    |       |
| 20. Mai | Julius Hönig                         | deutscher Politiker (NSDAP), MdR | 42    |       |
| 20. Mai | Fritz Kater                          | deutscher Anarchosyndikalist | 83    |       |
| 20. Mai | Kan’in Kotohito                      | japanischer Generalfeldmarschall | 79    |       |
| 20. Mai | Paul Richard Kötzschke               | deutscher Historiker | 75    |       |
| 20. Mai | Franz Müller                         | deutscher Landrat | 58    |       |
| 20. Mai | Fritz Pfotenhauer                    | deutscher Jurist und Polizeibeamter | 60    |       |
| 20. Mai | Victor von Podbielski                | deutscher Politiker (NSDAP), MdR und Oberbürgermeister von Frankfurt (Oder)                                                                | 53    |       |
| 20. Mai | Marc Tiffeneau                       | französischer Chemiker, Arzt und Pharmakologe                                                                                              | 71    |       |
| 20. Mai | Wladimir Wasow                       | bulgarischer Offizier und Politiker | 76    |       |
| 20. Mai | Walther Zimmermann                   | deutscher Apotheker | 54    |       |
| 21. Mai | Hans Adlhoch                         | deutscher Politiker (Bayerische Volkspartei), MdR                                                                                          | 61    |       |
| 21. Mai | Anton Bias                           | deutscher Politiker (SPD), MdR | 68    |       |
| 21. Mai | František Bláha                      | tschechoslowakischer General und Widerstandskämpfer                                                                                        | 59    |       |
| 21. Mai | Wilhelm Hasse                        | deutscher Offizier, zuletzt General der Infanterie im Zweiten Weltkrieg                                                                    | 50    |       |
| 21. Mai | Paul Humburg                         | deutscher reformierter Theologe | 67    |       |
| 21. Mai | J. N. Langham                        | US-amerikanischer Politiker | 83    |       |
| 21. Mai | Ernst von Oven                       | preußischer Offizier, zuletzt General der Infanterie                                                                                       | 86    |       |
| 21. Mai | Hans-Adolf Prützmann                 | deutscher SS- und Polizeiführer, Politiker (NSDAP), MdR                                                                                    | 43    |       |
| 22. Mai | Friedrich Wilhelm Bogler             | deutscher Maler | 42    |       |
| 22. Mai | Anton Chroust                        | deutscher Historiker | 81    |       |
| 22. Mai | Wilhelm Emmerich                     | deutscher SS-Oberscharführer in Konzentrationslagern                                                                                       | 29    |       |
| 22. Mai | Immanuel Herrmann                    | sozialdemokratischer Politiker | 74    |       |
| 22. Mai | Walter Krüger                        | deutscher SS-Obergruppenführer und General der Waffen-SS                                                                                   | 55    |       |
| 23. Mai | Hans-Georg von Friedeburg            | deutscher Marineoffizier, zuletzt Generaladmiral im Zweiten Weltkrieg                                                                      | 49    |       |
| 23. Mai | Wilhelm Herold                       | deutscher Küfer und Weinbauer | 70    |       |
| 23. Mai | Heinrich Himmler                     | deutscher Politiker (NSDAP), MdR und Reichsführer der SS                                                                                   | 44    |       |
| 23. Mai | Eberhard Kinzel                      | deutscher Offizier, General der Infanterie                                                                                                 | 47    |       |
| 23. Mai | Oleksandr Kolessa                    | ukrainischer Literaturhistoriker, Ethnograph, Linguist und Politiker                                                                       | 78    |       |
| 23. Mai | Julius Löcker                        | österreichischer Politiker; Abgeordneter zum Abgeordnetenhaus                                                                              | 84    |       |
| 23. Mai | Korl Meyer                           | deutscher Maler, Zeichner und Bühnentänzer                                                                                                 | 43    |       |
| 23. Mai | Adolf Müller                         | deutscher Druckereiunternehmer und Verleger                                                                                                | 61    |       |
| 23. Mai | Andreas Portune                      | deutscher Politiker (SPD, USPD, SAPD), MdR und Gewerkschafter                                                                              | 69    |       |
| 23. Mai | Franz Thiele                         | tschechoslowakischer Maler deutscher Abstammung                                                                                            | 77    |       |
| 23. Mai | Sigismund von Treskow                | preußischer Politiker | 80    |       |
| 24. Mai | André de Kerchove de Denterghem      | belgischer liberaler Politiker und Botschafter                                                                                             | 59    |       |
| 24. Mai | Tom Derrick                          | australischer Soldat und Träger des Victoria-Kreuzes                                                                                       | 31    |       |
| 24. Mai | Franz Egger                          | römisch-katholischer Pfarrer in Württemberg und NS-Opfer                                                                                   | 62    |       |
| 24. Mai | Martin Onslow Forster                | britischer Chemiker | 72    |       |
| 24. Mai | Konstantin Gorbatov                  | russischer Maler | 69    |       |
| 24. Mai | Robert Ritter von Greim              | deutscher Generalfeldmarschall | 52    |       |
| 24. Mai | Josef Hufenstuhl                     | deutscher Kriminalbeamter | 64    |       |
| 24. Mai | Rudolf Jelinek                       | deutsch-mährischer Maler, Lithograf und Illustrator                                                                                        | 65    |       |
| 24. Mai | John McCloy                          | Offizier der US Navy, zweifacher Träger der Medal of Honor                                                                                 | 69    |       |
| 24. Mai | Konrad von Monbart                   | deutscher Verwaltungsjurist | 63    |       |
| 24. Mai | Franz Nitsch                         | deutscher Politiker (NSDAP), MdR | 46    |       |
| 24. Mai | Walter Scherff                       | deutscher Offizier und Militärhistoriker                                                                                                   | 46    |       |
| 25. Mai | Otto Abeles                          | österreichischer Journalist, Schriftsteller, Musikkritiker und Zionist                                                                     | 66    |       |
| 25. Mai | Demjan Bedny                         | russischer Dichter | 62    |       |
| 25. Mai | Franz von Bodmann                    | deutscher Mediziner, Standortarzt im KZ Auschwitz und dem KZ Majdanek                                                                      | 37    |       |
| 25. Mai | Rafael Estrella Ureña                | dominikanischer Politiker und Präsident der Dominikanischen Republik                                                                       | 55    |       |
| 25. Mai | Franz Haiser                         | österreichischer Agitator des Antisemitismus                                                                                               | 74    |       |
| 25. Mai | Ishii Kikujirō                       | japanischer Diplomat und Politiker, Außenminister von Japan (1915–1916)                                                                    | 79    |       |
| 25. Mai | Hans von Kessel                      | preußischer Generalmajor | 77    |       |
| 25. Mai | Vilém Kurz                           | tschechoslowakischer Pianist und Musikpädagoge                                                                                             | 72    |       |
| 25. Mai | Ladas Natkevičius                    | litauischer Jurist | 52    |       |
| 25. Mai | Nikola Vulić                         | serbischer Althistoriker | 72    |       |
| 25. Mai | Paul Winterstein                     | österreichischer Berufsoffizier | 69    |       |
| 25. Mai | Yanase Masamu                        | japanischer Manga-Zeichner und Karikaturist                                                                                                | 45    |       |
| 25. Mai | Franz Ziereis                        | deutscher Nationalsozialist und Kommandant des KZ Mauthausen                                                                               | 39    |       |
| 26. Mai | Hermann Coßmann                      | deutscher Jurist und Ministerialbeamter | 71    |       |
| 26. Mai | Dirk Anton George Bruggeman          | niederländischer Physiker | 57    |       |
| 26. Mai | Arnold Mettler                       | Schweizer Unternehmer | 77    |       |
| 26. Mai | Oda Yorozu                           | japanischer Jurist und Richter am Ständigen Internationalen Gerichtshof (1922–1930)                                                        | 76    |       |
| 26. Mai | Urania Mella Serrano                 | galicische Politikerin und Vorläuferin des Feminismus                                                                                      | 45    |       |
| 26. Mai | Julius Stahn                         | deutscher Jurist und Ministerialbeamter | 46    |       |
| 26. Mai | Theodor Steinmeyer                   | deutscher Psychiater und Euthanasietäter                                                                                                   | 47    |       |
| 27. Mai | Victor Carganico                     | deutscher Generalmajor der Luftwaffe |       |       |
| 27. Mai | Karl Helfenberger                    | deutscher Gewerkschafter und Politiker (SPD), MdL                                                                                          | 66    |       |
| 27. Mai | Georg Kallmeyer                      | deutscher Verleger | 69    |       |
| 27. Mai | Enno Lolling                         | deutscher KZ-Arzt | 56    |       |
| 27. Mai | Heinrich Möller                      | Schweizer Arzt und Botaniker | 62    |       |
| 27. Mai | William Abbott Oldfather             | US-amerikanischer klassischer Philologe und Hochschullehrer                                                                                | 64    |       |
| 27. Mai | Jessie Pengilly                      | australische Radrennfahrerin | 26    |       |
| 27. Mai | Rudolf Querner                       | deutscher General der Waffen-SS und Polizei                                                                                                | 51    |       |
| 27. Mai | Pieter van Romburgh                  | niederländischer Chemiker | 89    |       |
| 27. Mai | Albrecht Schmidt                     | deutscher Chemiker | 80    |       |
| 28. Mai | John Frank Boyd                      | US-amerikanischer Politiker | 91    |       |
| 28. Mai | Maja Buždon                          | kroatische KZ-Wärterin und Kriegsverbrecherin nach SWC                                                                                     | 21    |       |
| 28. Mai | Paul Dreibrodt                       | deutscher kommunistischer Widerstandskämpfer gegen den Nationalsozialismus                                                                 | 39    |       |
| 28. Mai | Charles Girod                        | deutscher Zeichner, Illustrator und Karikaturist                                                                                           | 48    |       |
| 28. Mai | Lothar van Gogh                      | niederländischer Fußballspieler | 57    |       |
| 28. Mai | Eugen Kastner                        | österreichischer Architekt | 48    |       |
| 28. Mai | Ralph F. Lozier                      | US-amerikanischer Politiker | 79    |       |
| 28. Mai | Friedrich Schneider                  | deutscher Jurist und Polizeibeamter | 63    |       |
| 29. Mai | Werner Friedrich Bruck               | deutsch-britischer Ökonom | 64    |       |
| 29. Mai | Erwin Gündert                        | deutscher Jurist, Verwaltungsbeamter und Politiker (DVP), MdL                                                                              | 66    |       |
| 29. Mai | Franz Holzamer                       | deutscher Architekt, Unternehmer und Politiker (WP), MdR                                                                                   | 72    |       |
| 29. Mai | Wilhelm Kerl                         | österreichischer Dermatologe, Politiker (ÖVP)                                                                                              | 65    |       |
| 29. Mai | Fritz Knaus                          | österreichischer Politiker (NSDAP), MdR, Oberbürgermeister und SA-Führer                                                                   | 57    |       |
| 29. Mai | Rudolf Kubitschek                    | Volkskundler und Schriftsteller | 49    |       |
| 29. Mai | Hermann Raschke                      | österreichischer Pädagoge | 78    |       |
| 29. Mai | Mihail Sebastian                     | rumänischer Schriftsteller | 37    |       |
| 30. Mai | Carl Moritz Cammerloher              | österreichischer Maler | 62    |       |
| 30. Mai | Hans Peder Christensen               | dänischer Kommunalpolitiker, Bürgermeister von Aarhus                                                                                      | 76    |       |
| 30. Mai | Ferdinand Carl Cürten                | deutscher Maler | 47    |       |
| 30. Mai | August Lösch                         | deutscher Wirtschafts- und Sozialwissenschaftler                                                                                           | 38    |       |
| 30. Mai | Fritz Mißmahl                        | deutscher Jurist, Verwaltungsbeamter und Politiker (NSDAP), MdL                                                                            | 47    |       |
| 30. Mai | Georg Oberdieck                      | deutscher Offizier und SA-Führer | 76    |       |
| 30. Mai | Alois Persterer                      | österreichischer SS-Offizier in der Einsatzgruppe D                                                                                        | 35    |       |
| 30. Mai | Karl Pschorn                         | österreichischer Mundartdichter | 59    |       |
| 30. Mai | Franz Sautner                        | österreichischer Bildhauer | 73    |       |
| 31. Mai | Anton Dietl                          | tschechoslowakischer Politiker (DSAP) | 76    |       |
| 31. Mai | Odilo Globocnik                      | österreichischer Nationalsozialist, MdR und Täter des Holocaust                                                                            | 41    |       |
| 31. Mai | Curt von Gottberg                    | deutscher SS-Obergruppenführer | 49    |       |
| 31. Mai | Oskar Heinroth                       | Ornithologe und Leiter des Berliner Aquariums                                                                                              | 74    |       |
| 31. Mai | Gustav Adolf von Nostitz-Wallwitz    | deutscher Generalmajor im Zweiten Weltkrieg                                                                                                | 46    |       |
| 31. Mai | Rudolf Odebrecht                     | deutscher Philosoph | 62    |       |
| 31. Mai | Leonid Ossipowitsch Pasternak        | russischer Maler | 83    |       |
| 31. Mai | Mindel Salzmann                      | Opfer des Nationalsozialismus | 59    |       |
| 31. Mai | Friedrich Sarre                      | deutscher Kunsthistoriker, Orientarchäologe, Museumsdirektor und Sammler islamischer Kunst                                                 | 79    |       |
| 31. Mai | George Soldan                        | deutscher Offizier und Militärwissenschaftler                                                                                              | 67    |       |
| 31. Mai | Fritz Soldmann                       | deutscher Politiker (USPD, SPD), MdR | 67    |       |
| 31. Mai | Otto Telschow                        | deutscher Politiker (NSDAP), MdR, Gauleiter, Staatsrat und Reichsverteidigungskommissar                                                    | 69    |       |
| 31. Mai | Bohumil Vlasák                       | tschechoslowakischer Jurist, Ökonom, Politiker und Finanzminister                                                                          | 74    |       |
|         | Willy Becker                         | deutscher Politiker (NSDAP), MdR, MdL | 54    |       |
|         | Josip Marija Carević                 | jugoslawischer Priester, Bischof von Dubrovnik                                                                                             | 62    |       |
|         | Hans Chmel                           | österreichischer Jurist und Politiker (NSDAP)                                                                                              |       |       |
|         | Ernst Dobers                         | deutscher Biologe und Rassentheoretiker | 53    |       |
|         | Max Dungert                          | deutscher Maler und Grafiker | 48    |       |
|         | Rudolf Feick                         | deutscher Politiker (NSDAP), MdR | 45    |       |
|         | Friedrich Rudolf Geussenhainer       | deutscher Medizinstudent, Mitglied der Weißen Rose Hamburg                                                                                 | 33    |       |
|         | Rudolf Goetsch                       | deutscher Richter am Kammergericht und am OLG Rostock                                                                                      | 68    |       |
|         | Heinrich Grote                       | deutscher Mediziner, SS-Führer und NS-Ärztefunktionär                                                                                      | 57    |       |
|         | Heinrich Hawick                      | deutscher Künstler |       |       |
|         | Erich Hesse                          | deutscher Zoologe | 70    |       |
|         | Vinko Kos                            | kroatischer Schriftsteller | 30    |       |
|         | Richard Kunze                        | deutscher Lehrer, Publizist und Politiker (NSDAP), MdR, MdL                                                                                | 73    |       |
|         | Otto Martwig                         | deutscher Fußballspieler | 42    |       |
|         | Heinrich Müller                      | deutscher Polizist, Chef des Amtes IV (Geheime Staatspolizei) im Reichssicherheitshauptamt (RSHA) während der Zeit des Nationalsozialismus | 45    |       |
|         | Paul Nicolaus                        | deutscher Maler und Grafiker | 40    |       |
|         | Wilhelm Nida-Rümelin                 | deutscher Bildhauer | 68    |       |
|         | Fritz Paudler                        | deutscher Ethnologe |       |       |
|         | Carl Friedrich von Pückler-Burghauss | deutscher Politiker (NSDAP), MdR, SS-Gruppenführer und Generalleutnant der Waffen-SS                                                       | 58    |       |
|         | Alfred Steinke                       | deutscher Eishockeyspieler | 63    |       |
|         | Hans Teske                           | deutscher Germanist und Hochschullehrer |       |       |
|         | Hans Weinhengst                      | österreichischer Autor, Übersetzer, Esperantist und Kämpfer gegen den Faschismus                                                           | 40    |       |
|         | Hans Zehetmayer                      | österreichischer Boxer | 36    |       |

## Juni
| Tag      | Name                                       | Beruf, bekannt als | Alter | Beleg |
| -------- | ------------------------------------------ | --- | ----- | ----- |
| 1. Juni  | Eduard Bloch                               | österreichischer Mediziner, Hausarzt von Adolf Hitlers Eltern                                                                      | 73    |       |
| 1. Juni  | Frederick Block                            | österreichischer Komponist | 45    |       |
| 1. Juni  | Walter Frederick Gale                      | australischer Astronom und Banker                                                                                                  | 79    |       |
| 1. Juni  | August Lindgren                            | dänischer Fußballspieler | 61    |       |
| 1. Juni  | Pío del Río Hortega                        | spanischer Mediziner, Anatom und Histologe                                                                                         | 63    |       |
| 1. Juni  | Georg Schümer                              | deutscher Pädagoge und Politiker                                                                                                   | 71    |       |
| 2. Juni  | Agnes Baden-Powell                         | 1. Weltführerin der Pfadfinderinnen                                                                                                | 86    |       |
| 2. Juni  | Hugo Bästlein                              | deutscher Konsumgenossenschafter                                                                                                   | 77    |       |
| 2. Juni  | József Heszlényi                           | ungarischer Militär, zuletzt Generaloberst im Zweiten Weltkrieg                                                                    | 54    |       |
| 2. Juni  | August Hirt                                | deutscher Anatom, Direktor des Anatomischen Instituts der Reichsuniversität Straßburg                                              | 47    |       |
| 2. Juni  | Jacques de Jésus                           | französischer Priester und Karmelit                                                                                                | 45    |       |
| 2. Juni  | Josip Horvat Međimurec                     | jugoslawischer Kunstmaler, Grafiker und Illustrator                                                                                | 41    |       |
| 2. Juni  | Waldemar von Riedel                        | deutscher Staatsbeamter | 65    |       |
| 2. Juni  | Karl Schell                                | Unternehmer | 52    |       |
| 3. Juni  | Josef Beaujean                             | deutscher Musikwissenschaftler | 42    |       |
| 3. Juni  | Émile-Marie Bunoz                          | französischer Ordensgeistlicher, römisch-katholischer Apostolischer Vikar von Prince George                                        | 81    |       |
| 3. Juni  | John Gellibrand                            | australischer Generalmajor | 72    |       |
| 3. Juni  | Ernst Keller                               | deutscher Politiker (NSDAP), MdR                                                                                                   | 45    |       |
| 3. Juni  | Zvi Koretz                                 | Großrabbiner von Thessaloniki | 61    |       |
| 3. Juni  | Wilhelm Spahr                              | deutscher Architekt | 78    |       |
| 3. Juni  | J. Mayhew Wainwright                       | US-amerikanischer Jurist und Politiker                                                                                             | 80    |       |
| 3. Juni  | Wikenti Wikentjewitsch Weressajew          | russischer Arzt und Schriftsteller                                                                                                 | 78    |       |
| 4. Juni  | Harald Aars                                | norwegischer Architekt | 70    |       |
| 4. Juni  | Karl von Angerer                           | deutscher Mikrobiologe und Hygieniker                                                                                              | 61    |       |
| 4. Juni  | Karel Feierabend                           | tschechoslowakischer Hochschullehrer, Gegner des Nationalsozialismus und Häftling im KZ Dachau                                     | 83    |       |
| 4. Juni  | Heinrich Hartwig                           | deutscher Politiker (Zentrum), MdR                                                                                                 | 69    |       |
| 4. Juni  | Georg Kaiser                               | deutscher Schriftsteller | 66    |       |
| 4. Juni  | Wilhelm Nagel                              | deutscher Maler | 78    |       |
| 4. Juni  | Karl Plättner                              | deutscher Kommunist, Sozialrevolutionär und Autor                                                                                  | 52    |       |
| 4. Juni  | Virginia Ragsdale                          | US-amerikanische Mathematikerin | 74    |       |
| 4. Juni  | Paul Richter                               | deutscher Arzt und Schriftsteller                                                                                                  | 71    |       |
| 4. Juni  | Herbert Thörl                              | deutscher Kaufmann und Chemiker | 56    |       |
| 5. Juni  | Wladimir Wiktorowitsch Adoratski           | sowjetischer Historiker und Philosoph                                                                                              | 66    |       |
| 5. Juni  | Werner von Erdmannsdorff                   | deutscher General der Infanterie im Zweiten Weltkrieg                                                                              | 53    |       |
| 5. Juni  | Gustav Fehn                                | deutscher Offizier, zuletzt General der Infanterie im Zweiten Weltkrieg                                                            | 53    |       |
| 5. Juni  | Ludwig Kayser von Gáad                     | banat-schwäbischer römisch-katholischer Dompropst                                                                                  | 82    |       |
| 5. Juni  | Bernhard Nocht                             | deutscher Tropenmediziner, erster Leiter des Bernhard-Nocht-Instituts für Tropenmedizin                                            | 87    |       |
| 5. Juni  | Bernhard Schilling                         | deutscher Mathematiker | 55    |       |
| 5. Juni  | Friedrich Stephan                          | deutscher Offizier, zuletzt Generalleutnant                                                                                        | 53    |       |
| 6. Juni  | Hellmuth Röhnert                           | deutscher Manager und NS-Wirtschaftsfunktionär                                                                                     | 57    |       |
| 6. Juni  | Meinoud Rost van Tonningen                 | niederländischer Nationalsozialist                                                                                                 | 51    |       |
| 6. Juni  | Julius von Twardowski-Skrzypna             | österreichisch-polnischer Jurist, Politiker, Diplomat und Schriftsteller                                                           | 71    |       |
| 6. Juni  | Francesco Verri                            | Olympiasieger im Radsport | 59    |       |
| 7. Juni  | Mile Budak                                 | jugoslawischer Schriftsteller, Publizist und Politiker                                                                             | 55    |       |
| 7. Juni  | Oskar Dirlewanger                          | deutscher Offizier der Waffen-SS und Kriegsverbrecher                                                                              | 49    |       |
| 7. Juni  | Adolf von und zu Gilsa                     | deutscher Verwaltungsbeamter und Rittergutsbesitzer                                                                                | 68    |       |
| 7. Juni  | Maximilian Hilbert                         | deutscher römisch-katholischer Ordensmann, Geistlicher und Märtyrer                                                                | 57    |       |
| 7. Juni  | August Korreng                             | deutscher SS-Brigadeführer, Polizeibeamter, Polizeipräsident von Düsseldorf                                                        | 67    |       |
| 7. Juni  | Fritz Korter                               | deutscher Bildhauer | 53    |       |
| 7. Juni  | Nishida Kitarō                             | japanischer Philosoph | 75    |       |
| 8. Juni  | Fritz Brandt                               | deutscher Arzt | 53    |       |
| 8. Juni  | Robert Desnos                              | französischer Dichter, Schriftsteller und Journalist                                                                               | 44    |       |
| 8. Juni  | Scott Ferris                               | US-amerikanischer Politiker | 67    |       |
| 8. Juni  | Kurt Mayer                                 | deutscher Historiker, Leiter des Reichssippenamtes                                                                                 | 41    |       |
| 8. Juni  | Harvey Sims                                | kanadischer Curler | 73    |       |
| 8. Juni  | Hermann Stegemann                          | deutsch-schweizerischer Journalist und Schriftsteller                                                                              | 75    |       |
| 9. Juni  | Richard Haking                             | britischer General und zuletzt tätig als GOC in Ägypten (1923–1927); Hoher Kommissar in der Freien Stadt Danzig (1921–1923)        | 83    |       |
| 9. Juni  | Richard Onslow, 5. Earl of Onslow          | britischer Diplomat und Politiker der Liberal Party                                                                                | 68    |       |
| 9. Juni  | Antonín Procházka                          | tschechischer Maler | 63    |       |
| 9. Juni  | Yun Chi-ho                                 | koreanischer Politiker, Unabhängigkeitsaktivist und Journalist                                                                     | 79    |       |
| 10. Juni | Erich Köhn                                 | deutscher Architekt | 75    |       |
| 10. Juni | Julius Leithäuser                          | deutscher Philologe, Schriftsteller, Namenforscher und Dialektologe                                                                | 84    |       |
| 10. Juni | Tee-Onkel                                  | Straßenhändler und Braunschweiger Stadtoriginal                                                                                    | 73    |       |
| 10. Juni | Gerald Wilson                              | kanadischer Segler | 38    |       |
| 11. Juni | Emil Evers                                 | deutscher Politiker (NSDAP) | 47    |       |
| 11. Juni | Elijahu Golomb                             | Zionist und jüdischer Untergrundkämpfer                                                                                            | 52    |       |
| 11. Juni | André Hardegger                            | Schweizer Radrennfahrer | 23    |       |
| 11. Juni | Walter Nestle                              | deutscher Klassischer Philologe | 42    |       |
| 11. Juni | Eberhard Roscher                           | deutscher Unternehmer und Politiker                                                                                                |       |       |
| 11. Juni | Percy Sykes                                | britischer Offizier, Asienforscher, Diplomat und Autor                                                                             | 78    |       |
| 12. Juni | Alois Fischer                              | österreichischer Politiker (CSP), Landtagspräsident                                                                                | 63    |       |
| 12. Juni | Albert Heinz                               | deutscher Politiker (NSDAP) und SA-Führer                                                                                          | 48    |       |
| 12. Juni | August Mattausch                           | deutscher Bildender Künstler | 68    |       |
| 12. Juni | José Luis Padula                           | argentinischer Bandleader, Tangogitarrist, -pianist und -komponist                                                                 | 51    |       |
| 13. Juni | Herbert Albrecht                           | deutscher Politiker (NSDAP), MdR                                                                                                   | 45    |       |
| 13. Juni | Randolph von Breidbach-Bürresheim          | deutscher Jurist und Widerstandskämpfer                                                                                            | 32    |       |
| 13. Juni | Johan Hübner von Holst                     | schwedischer Sportschütze | 63    |       |
| 13. Juni | František Kloz                             | tschechischer Fußballspieler | 40    |       |
| 13. Juni | Franz Metz                                 | deutscher Politiker (SPD), MdR | 66    |       |
| 13. Juni | Albert Plücker                             | deutscher Mediziner, Sanitätsrat, Oberstabsarzt der Reserve während des Ersten Weltkriegs im Generalstab                           | 81    |       |
| 13. Juni | Karl Sattler                               | österreichischer Politiker, Landtagsabgeordneter im Burgenland                                                                     | 63    |       |
| 13. Juni | Arthur Gostick Shorrock                    | englischer baptistischer Missionar                                                                                                 |       |       |
| 14. Juni | Grigori Borissowitsch Adamow               | russischer Schriftsteller | 59    |       |
| 14. Juni | Oscar Ghiglia                              | italienischer Maler | 68    |       |
| 14. Juni | Heinrich Graach                            | deutscher Politiker (Zentrum) und Widerstandskämpfer                                                                               | 45    |       |
| 14. Juni | Karl August Hoepfner                       | deutscher Tiefbau-Ingenieur, Stadtplaner und Hochschullehrer                                                                       | 64    |       |
| 14. Juni | Ernst Holzlöhner                           | deutscher Physiologe und Hochschullehrer                                                                                           | 46    |       |
| 14. Juni | Alfons Luger                               | österreichischer Genre- und Landschaftsmaler                                                                                       | 75    |       |
| 14. Juni | Eugénie Segond-Weber                       | Schauspielerin | 78    |       |
| 14. Juni | Heinz Wetzel                               | deutscher Architekt und Hochschullehrer                                                                                            | 62    |       |
| 15. Juni | Karl Brück                                 | deutscher Generalmajor | 76    |       |
| 15. Juni | Carl Gustaf Ekman                          | schwedischer Politiker, Mitglied des Riksdag und Ministerpräsident                                                                 | 72    |       |
| 15. Juni | Angelo Ferrari                             | italienischer Schauspieler | 47    |       |
| 15. Juni | Friedrich von Lindequist                   | deutscher Kolonialbeamter | 82    |       |
| 15. Juni | Albert von Mensdorff-Pouilly-Dietrichstein | österreichisch-ungarischer Diplomat und Politiker                                                                                  | 83    |       |
| 15. Juni | Heinrich Josef Schmidt                     | deutscher Politiker (Zentrum), MdR                                                                                                 | 56    |       |
| 15. Juni | Walter Sobernheim                          | deutscher Brauereibesitzer und Bankier                                                                                             | 76    |       |
| 16. Juni | Nikolai Erastowitsch Bersarin              | sowjetischer Generaloberst und erster sowjetischer Stadtkommandant von Berlin                                                      | 41    |       |
| 16. Juni | Nils Edén                                  | schwedischer Politiker, Mitglied des Riksdag und Premierminister                                                                   | 73    |       |
| 16. Juni | Hedwig Freiberg                            | deutsche Schauspielerin und zweite Ehefrau von Robert Koch                                                                         | 72    |       |
| 16. Juni | Walter Josephi                             | deutscher Kunsthistoriker, Museologe und Museumsdirektor                                                                           | 71    |       |
| 16. Juni | James Nicholas Kehoe                       | US-amerikanischer Politiker | 82    |       |
| 16. Juni | Robert Krünert                             | deutscher Fechter | 79    |       |
| 16. Juni | Anton Rührich                              | sudetendeutscher römisch-katholischer Geistlicher und Märtyrer                                                                     | 42    |       |
| 16. Juni | Aris Velouchiotis                          | griechischer Partisan, Führungspersönlichkeit des kommunistischen Flügels der griechischen Partisanenbewegung im Zweiten Weltkrieg | 39    |       |
| 17. Juni | Matthäus Gaspelmayer                       | österreichischer Bauer und Politiker, Landtagsabgeordneter                                                                         | 73    |       |
| 17. Juni | Paul Hoffmann                              | deutscher Politiker (SPD, USPD, DKP)                                                                                               | 77    |       |
| 17. Juni | Gustav Weng                                | deutscher Schriftsteller, Dramatiker und Lyriker                                                                                   | 76    |       |
| 18. Juni | Florence Bascom                            | US-amerikanische Geologin | 82    |       |
| 18. Juni | Simon B. Buckner junior                    | General der United States Army | 58    |       |
| 18. Juni | George Groslier                            | französischer Kunsthistoriker | 58    |       |
| 18. Juni | Gerhard Hoffmann                           | deutscher Physiker | 64    |       |
| 18. Juni | Joanikije Lipovac                          | montenegrinischer Metropolit, Orthodoxer Bischof                                                                                   | 55    |       |
| 18. Juni | Otto Maresch                               | österreichischer Jurist, Dozent und österreichische Person des Konsumgenossenschaftswesens                                         | 58    |       |
| 18. Juni | Rudolf Vaupel                              | deutscher Historiker und Archivdirektor                                                                                            | 51    |       |
| 18. Juni | Friedrich zu Wied                          | deutscher Adeliger, Fürst von Wied                                                                                                 | 72    |       |
| 18. Juni | Alfred Wolfermann                          | deutscher Politiker (NSDAP), MdL                                                                                                   | 42    |       |
| 19. Juni | Seweryn Czetwertyński                      | russisch-polnischer Politiker | 72    |       |
| 19. Juni | Raymond Evéquoz                            | Schweizer Politiker | 82    |       |
| 19. Juni | Stefan Mazurkiewicz                        | polnischer Mathematiker | 56    |       |
| 19. Juni | Luther Halsey Reichelderfer                | US-amerikanischer Politiker | 71    |       |
| 19. Juni | Ernst Wegner                               | deutscher Mediziner und Politiker (NSDAP), MdR                                                                                     | 45    |       |
| 20. Juni | Robert Crewe-Milnes, 1. Marquess of Crewe  | britischer Staatsmann und Schriftsteller, 1. Marquess of Crewe                                                                     | 87    |       |
| 20. Juni | Bruno Frank                                | deutscher Schriftsteller | 58    |       |
| 20. Juni | Bernhard Gobiet                            | deutscher Landschafts- und Figurenmaler                                                                                            | 52    |       |
| 20. Juni | Georg Haberkern                            | deutscher Politiker (NSDAP), MdR, NS-Funktionär und SA-Führer                                                                      | 46    |       |
| 20. Juni | Thomas Miller                              | kanadischer Journalist, Vizegouverneur von Saskatchewan                                                                            | 68    |       |
| 20. Juni | Stanislav Novák                            | tschechischer Geiger | 54    |       |
| 20. Juni | Ernst Sasse                                | deutscher KPD-Funktionär und Widerstandskämpfer                                                                                    | 47    |       |
| 20. Juni | Eduard Scotland                            | deutscher Architekt | 59    |       |
| 20. Juni | Harriet Straub                             | deutsche Ärztin und Schriftstellerin                                                                                               | 73    |       |
| 20. Juni | Wilhelm Weirauch                           | deutscher Jurist und Generaldirektor der Reichsbahn                                                                                | 68    |       |
| 21. Juni | Gerd von Bassewitz                         | mecklenburgischer Rittergutsbesitzer und Hofbeamter                                                                                | 88    |       |
| 21. Juni | Alois Ehrlich                              | deutscher Kunstschreiner, Frater bei den Karmeliten, stand im Rufe der Heiligkeit                                                  | 76    |       |
| 21. Juni | Karl Häupler                               | deutscher Jurist und Politiker (NSDAP)                                                                                             | 39    |       |
| 21. Juni | Josef Hora                                 | tschechischer Dichter, Übersetzer, Literaturkritiker                                                                               | 53    |       |
| 21. Juni | Mike Jackson                               | US-amerikanischer Blues- und Jazzmusiker                                                                                           | 56    |       |
| 21. Juni | Heinrich Köhler                            | deutscher Philatelist und Auktionator                                                                                              | 64    |       |
| 21. Juni | Johann Labonté                             | Architekt des Jugendstils in der Schweiz                                                                                           | 78    |       |
| 21. Juni | Alfred Mautner                             | österreichischer Architekt | 58    |       |
| 21. Juni | Arthur Wilhelm Unger                       | österreichischer Buchgestalter und Hochschullehrer                                                                                 | 74    |       |
| 22. Juni | James R. Buckley                           | US-amerikanischer Politiker | 74    |       |
| 22. Juni | Chō Isamu                                  | General der kaiserlich japanischen Armee                                                                                           | 60    |       |
| 22. Juni | Antonietta Dell’Era                        | italienische Ballerina | 84    |       |
| 22. Juni | Sophie Elisabeth Saueressig                | niederländische Tänzerin | 38    |       |
| 23. Juni | Dominikus Bucher                           | Schweizer Benediktinermönch, Abt der Abtei Muri-Gries                                                                              | 73    |       |
| 23. Juni | Karl Hafner                                | österreichischer Archivar und Historiker                                                                                           | 69    |       |
| 23. Juni | Simon Lake                                 | US-amerikanischer Ingenieur, Erfinder und Konstrukteur                                                                             | 78    |       |
| 23. Juni | James Graves Scrugham                      | US-amerikanischer Politiker | 65    |       |
| 23. Juni | Emil Zenetti                               | deutscher Offizier, zuletzt General der Flakartillerie im Zweiten Weltkrieg                                                        | 62    |       |
| 24. Juni | Kurt von Bültzingslöwen                    | deutscher Mediziner und Generaloberarzt                                                                                            | 72    |       |
| 24. Juni | Wolfgang Gaede                             | deutscher Physiker und Pionier der Vakuumtechnik                                                                                   | 67    |       |
| 24. Juni | Eugen Hönig                                | deutscher Architekt und Präsident der Reichskammer der Bildenden Künste                                                            | 72    |       |
| 24. Juni | Clemens Kentrup                            | deutscher NS-Wirtschaftsführer | 48    |       |
| 24. Juni | Emanuel Moresco                            | niederländischer Diplomat und Kolonialpolitiker                                                                                    | 75    |       |
| 24. Juni | Carl Emil Stöckhardt                       | deutscher Elektrotechniker und Hochschullehrer                                                                                     | 73    |       |
| 24. Juni | Gustav Wunderwald                          | deutscher Maler und Bühnenbildner                                                                                                  | 63    |       |
| 25. Juni | Alec Craig                                 | schottischer Schauspieler | 61    |       |
| 25. Juni | Lasar Borissowitsch Salkind                | sowjetischer Schachkomponist | 59    |       |
| 25. Juni | Walter Ewing                               | kanadischer Sportschütze | 67    |       |
| 25. Juni | Richard Schladebach                        | deutscher Politiker (DNVP) und Mitglied des Sächsischen Landtages (1926–1933)                                                      | 68    |       |
| 26. Juni | Johannes Danzig                            | deutscher Jurist und Politiker | 49    |       |
| 26. Juni | Robert Mäder                               | schweizerischer römisch-katholischer Theologe, Pfarrer, Kanzelredner und Publizist                                                 | 69    |       |
| 26. Juni | Sigelind von Platen                        | deutsche Schriftstellerin religiöser Literatur                                                                                     | 30    |       |
| 26. Juni | Josef Prinke                               | deutsch-tschechischer Maler, Grafiker und Illustrator                                                                              | 54    |       |
| 26. Juni | Ernö Rapée                                 | US-amerikanischer Pianist, Komponist und Dirigent                                                                                  | 54    |       |
| 26. Juni | Max Schümann                               | deutscher Politiker (NSDAP) | 35    |       |
| 26. Juni | Johanna von Schuster-Wittek                | österreichische Malerin | 84    |       |
| 26. Juni | Nikolai Nikolajewitsch Tscherepnin         | russischer Komponist | 72    |       |
| 27. Juni | Emil Hácha                                 | tschechischer Politiker und Präsident des Protektorats Böhmen und Mähren                                                           | 72    |       |
| 27. Juni | Karl Anton Neugebauer                      | deutscher Klassischer Archäologe                                                                                                   | 58    |       |
| 27. Juni | Detleff Neumann-Neurode                    | deutscher Urheber der Kleinkind- und Säuglingsgymnastik                                                                            | 65    |       |
| 27. Juni | Eduard Tigges                              | deutscher Jurist, Präsident des Kammergerichtes (1922–1933)                                                                        | 71    |       |
| 28. Juni | Yunus Nadi Abalıoğlu                       | türkischer Journalist |       |       |
| 28. Juni | Gustav Angenheister                        | deutscher Geophysiker | 67    |       |
| 28. Juni | Wilhelm Borkholder                         | deutscher Politiker, Oberbürgermeister von Ansbach                                                                                 | 59    |       |
| 28. Juni | Jonny Heykens                              | niederländischer Komponist | 60    |       |
| 28. Juni | Anton Kreißl                               | deutscher Politiker (NSDAP), MdR und SS-Führer                                                                                     | 50    |       |
| 28. Juni | Emil Mechau                                | deutscher Feinmechaniker, Entwickler des Filmprojektors                                                                            | 63    |       |
| 28. Juni | Moriz Nähr                                 | österreichischer Fotograf | 85    |       |
| 28. Juni | Helmer Rosting                             | dänischer Diplomat, Hoher Kommissar in der Freien Stadt Danzig (1921–1923) und Direktor des Dänischen Roten Kreuzes (1939–1945)    | 51    |       |
| 28. Juni | Takakusu Junjirō                           | japanischer Buddhologe | 78    |       |
| 29. Juni | Eberhard Ahrens                            | deutscher Sanitätsoffizier | 53    |       |
| 29. Juni | Anton Graf von Arco auf Valley             | deutscher Adeliger, Jurist und Attentäter                                                                                          | 48    |       |
| 29. Juni | Francisco Maria Campos y Angeles           | mexikanischer Geistlicher, Bischof von Chilapa                                                                                     | 85    |       |
| 29. Juni | Friedrich Frank                            | österreichischer Vedutenmaler | 73    |       |
| 29. Juni | Paul Hankamer                              | deutscher Germanist und Literaturwissenschaftler                                                                                   | 54    |       |
| 29. Juni | Eduard Mahler                              | ungarischer Orientalist, Naturwissenschaftler und Archäologe                                                                       | 87    |       |
| 29. Juni | Elisabeth Polach                           | tschechoslowakisches Opfer des Holocaust                                                                                           | 42    |       |
| 29. Juni | Philipp Popp                               | jugoslawischer Bischof der Evangelischen Kirche von Jugoslawien                                                                    | 52    |       |
| 30. Juni | Ernst Anding                               | deutscher Astronom | 84    |       |
| 30. Juni | Germogen                                   | russisch-orthodoxer Priester und Metropolit                                                                                        | 84    |       |
| 30. Juni | Martin Reck                                | Landtagsabgeordneter Volksstaat Hessen                                                                                             | 70    |       |
| 30. Juni | Heinrich Westphal                          | deutscher Architekt | 55    |       |
|          | Willy Gierlichs                            | deutscher Soziologe | 45    |       |
|          | Karl Hanke                                 | deutscher NS-Funktionär, letzter Reichsführer SS                                                                                   | 41    |       |
|          | Gustav Krojanker                           | deutscher Volkswirt, Unternehmer und zionistischer Publizist                                                                       |       |       |